# 1993
1993 (MCMXCIII) صادف بدايته يوم الجمعة حسب التقويم الغريغوري وهو السنة ال93 في القرن العشرين والرابعة في عقد 1990.

## أحداث
- ديسمبر: نهاية حصار موستار والذي بدأ في 3 أبريل 1992.
- نهاية الصراع الجورجي الأبخازي في 1993 والتي بدأ في 1989.

### يناير
- 1 يناير -
  - انفصال تشيكسلوفاكيا إلى دولتين جمهورية التشيك وسلوفاكيا في انفصال هادئ.
  - الاتحاد الاوربي يزيل القيود التجارية بين دوله معلنا بدء السوق الأوربية الموحدة.
- 2 يناير - الرئيس جورج بوش وبوريس يلتسين رئيس روسيا يوقعا المعاهدة الثانية لخفض الأسلحة الإستراتيجية في موسكو.
- 3 يناير -
  - الولايات المتحدة تنفذ أول حالة إعدام شنقا منذ أكثر من 50 سنة.
- 6 يناير - دوغلاس هارد سياسي من حكومة البريطانية يزور الأرجنتين لأول زيارة لمسؤول بريطاني بعد حرب الفوكلاند.
  - مدينة بومباي في الهند تغير اسمها إلى مومباي.
- 14 يناير: عبارة بولندية تغرق في بحر البلطيق وتؤدي إلى موت 54 شخص.
- 20 يناير: بيل كلينتون يتولى رئاسة الولايات المتحدة ليكون الرئيس 42.

### فبراير
- 5 فبراير: بلجيكا تصبح مملكة اتحادية بعد أن كانت مملكة مركزية.
- 17 فبراير: غرق عبارة في هايتي تؤدي إلى موت أكثر من 1300 شخص.
- 24 فبراير: كيم كامبل تفوز في الانتخابات على رئيس الوزراء الكندي براين مولنوري لتكون أول سيدة تصبح رئيسة وزراء لكندا في تاريخها.
- 26 فبراير: انفجار في مركز التجارة العالمي في نيويورك في الولايات المتحدة تؤدي إلى مقتل 6 أشخاص وجرح حوالي 1000 شخص.

### مارس
- 5 مارس: سقوط طائرة مقدونية كانت مقلعة من سكوبيه إلى مدينة زيورخ في سويسرا أدت إلى مقتل 83 شخص وجرح 97 آخرين.
- 9 مارس: حملة أعمال شغب في مدينة لوس أنجلوس في الولايات المتحدة من قبل السود الأمريكيين وذلك بعد تبرئة الشرطة الذين ضربوا رودني كينغ الذي كان أسود أيضا.
- 11 مارس: جانيت رينو تصبح أول نائبة عامة في الولايات المتحدة.
- 12 مارس: سلسلة انفجارات تهز مدينة مومباي في الهند تؤدي لمقتل 257 شخص وإصابة المئات الآخرين.
- 13 مارس: عاصفة ثلجية تضرب شرق الولايات المتحدة وتؤدي إلى مقتل 184 شخص كما سبب تأثر في جو في كوبا وكوبيك.
- 17 مارس: حزب العمال الكردستاني يعلن وقف إطلاق نار نهائي في العراق.
- 20 مارس: انفجار في مدينة وارينغتون في المملكة المتحدة يؤدي إلى مقتل طفلين.
- 24 مارس: الكنيست الإسرائيلي يختار عيزر فايتسمان رئيسا لإسرائيل.
- 27 مارس:
  - جيانغ زيمين يصبح رئيسا جمهورية الصين الشعبية.
  - بسبب حملة التشييع الجزائر تقطع علاقاتها مع إيران.

### أبريل
- 1 أبريل: الحكومة الكويتية تتهم المخابرات العراقية بمحاولة اغتيال الرئيس الأمريكي السابق جورج بوش الأب بينما العراق ينفي ذلك.
- 8 أبريل: جمهورية مقدونيا تنضم للأمم متحدة.
- 16 أبريل: الحرب البوسنية: إعلان مقاطعة سربرنيتسا في البوسنة والهرسك منطقة خالية من السلاح ومحمية من الأمم المتحدة.
- 19 أبريل: انتهاء 51 يوم من الحصار الشرطة لديفيد كوريش يؤدي إلى مقتل 76 شخص منهم ديفيد كوريش نفسه في واكو في تكساس في الولايات المتحدة.
  - مقتل حاكم ولاية داكوتا الشمالية جورج مكليسون مع 7 آخرين بسبب إعصار ضرب بلدة دوبكي في ولاية آيوا في الولايات المتحدة.
- 27 أبريل: مقتل كل لاعبي منتخب الزامبي لكرة القدم أثناء سفرهم من الغابون إلى السنغال.
- 28 أبريل: الخطوط الجوية الأمريكية تسمح للمرأة للعمل كابتن طيار.

### يونيو
- 5 يونيو: مقتل 24 جندي باكستاني من بعثة الأمم المتحدة في الصومال.
- 6 يونيو:
  - انطلاق ثورة شعبية في بوليفيا ضد الرئيس البوليفي غونزالو سانشيز دي لوزادا.
  - انطلاق أول انتخابات رئاسية في منغوليا في تاريخها.
- 20 يونيو: زلزال يضرب اليابان بقوة 7.5 ريختر يؤدي لمقتل 385 شخص.

### يوليو
- 7 يوليو: ثوران بركان في المكسيك يؤدي لقتل 34 شخص.
- 12 يوليو: زلزال بقوة 7.8 ريختر يضرب جزيرة هوكايدو شمال اليابان ويؤدي لمقتل 202 شخص.
- 26 يوليو: سقوط طائرة في هاينام في كوريا الجنوبية ويؤدي إلى مصرع 68 شخص.
- 31 يوليو: وفاة ملك بلجيكا بودوان الأول ملك بلجيكا.

### أغسطس
- 13 أغسطس: انهيار فندق في تايلاند يؤدي لمصرع أكثر من 130 شخص.
- 17 أغسطس: لأول مرة في التاريخ السماح للناس بالدخول إلى قصر باكنغهام في لندن.
- 18 أغسطس: احتراق جسر خشبي في لوسيرن في سويسرا.
- 28 أغسطس: أونغ تينغ تشيونغ يصبح أول رئيس لسنغافورة.

### سبتمبر
- 22 سبتمبر: انهيار جسر قطار في كاليفورنيا في الولايات المتحدة يتسبب بمقتل 47 شخصًا.
- 27 سبتمبر: نهاية الحرب في أبخازيا والتي بدأت في 14 أغسطس 1992.
- 30 سبتمبر: زلزال يضرب ماهاراشترا في الهند يؤدي لمقتل لحوالي 10000 شخص.

### أكتوبر
- 3 أكتوبر: معركة مقديشو (1993) بعد دخول القوات الأمريكية إلى مقديشو في الصومال أدى ذلك إلى مقتل 7000 صومالي.
- 10 أكتوبر: زلزال يضرب مدينة بوسان في كوريا الجنوبية يتسبب بمقتل 292 شخص.
- 14 أكتوبر: مقتل 400 شخص من الجيش السريلانكي في الحرب الأهلية السريلانكية.

## مواليد

### يناير

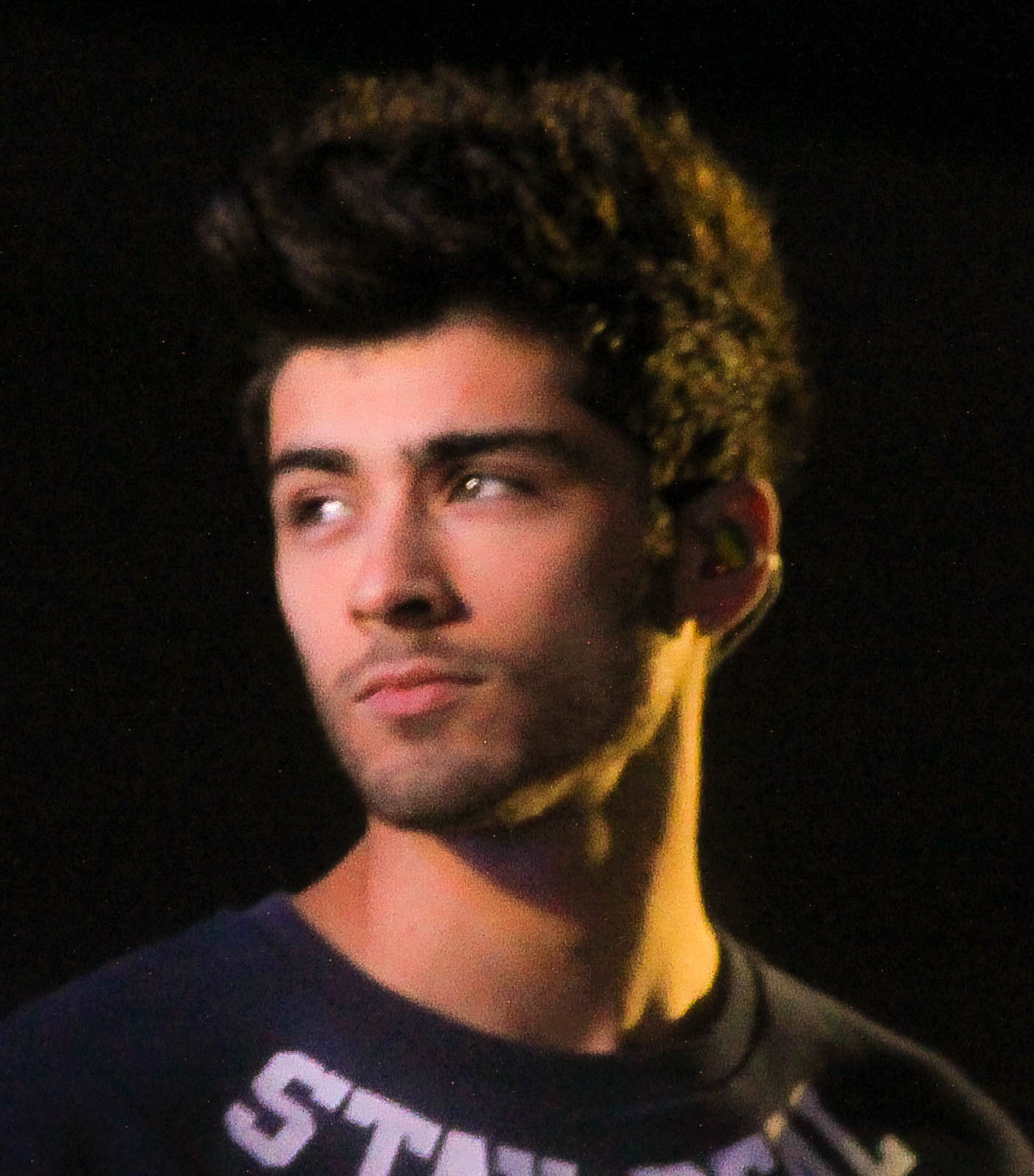
زين مالك

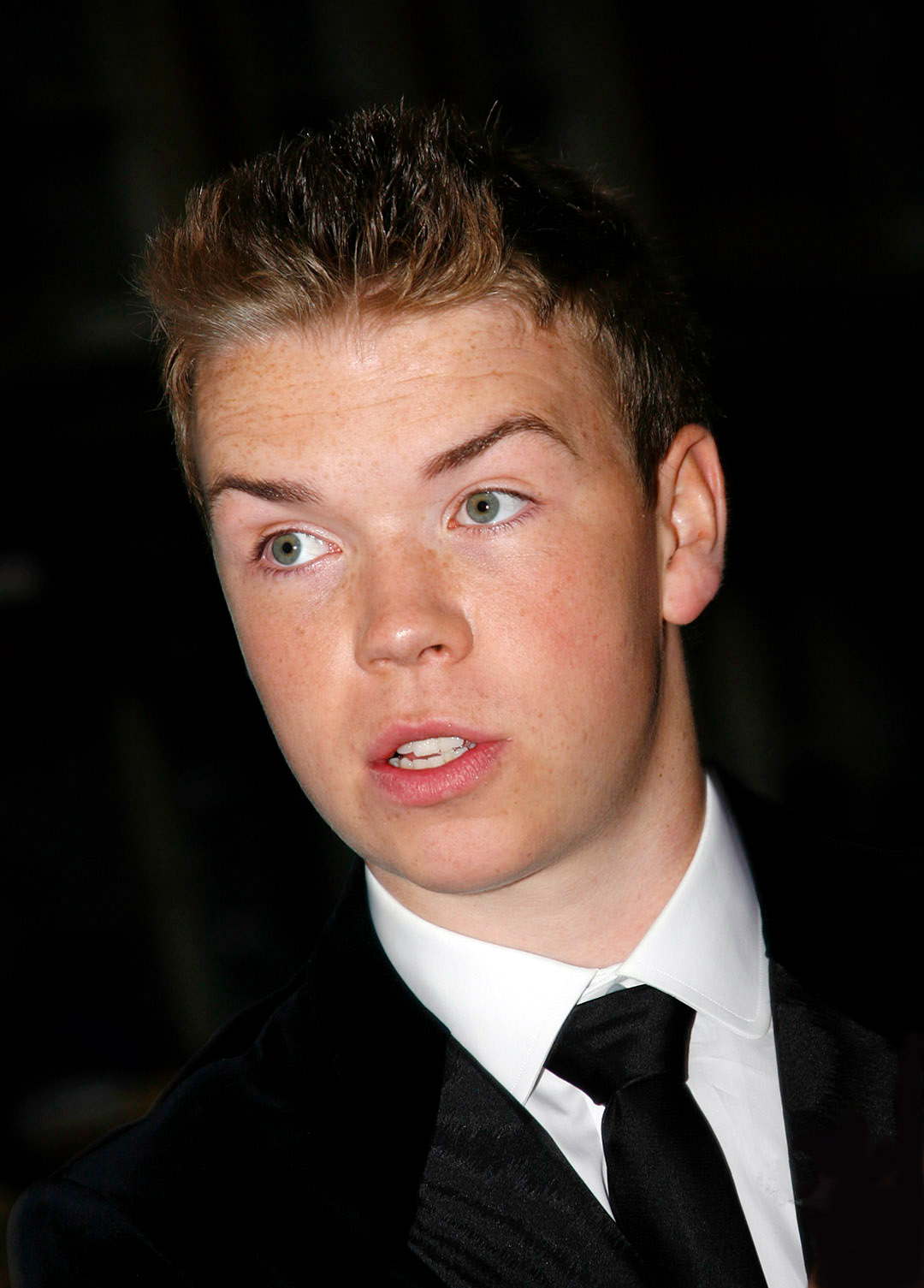
ويل بولتر

- 1 يناير - محمود المواس لاعب كرة قدم سوري
- 1 يناير - سيفان حسن عداءة مسافات طويلة هولندية إثيوبية
- 2 يناير - برايسون تيلير مغني أمريكي
- 4 يناير - سكوت ريدينغ سائق موتو جي بي بريطاني
- 6 يناير - خيسوس كورونا لاعب كرة قدم مكسيكي
- 6 يناير - تاكو ياشيرو ممثل ومؤدي أصوات ياباني
- 7 يناير - يان أوبلاك لاعب كرة قدم سلوفيني
- 9 يناير - آشلي أرغوتا ممثلة أمريكية
- 9 يناير - كاتارينا جونسون-تومبسون عدائة مسافات قصيرة بريطانية
- 10 يناير - خالد المبيض لاعب كرة قدم سوري
- 11 يناير - ملك قورة ممثلة مصرية
- 12 يناير - زين مالك مغني إنجليزي
- 12 يناير - تياغو ألفيس لاعب كرة قدم برازيلي
- 14 يناير - داملا جولباي ممثلة تركية
- 15 يناير - بولينا فيغا عارضة أزياء ومذيعة وملكة جمال كولومبية
- 16 يناير - أماندين هيس لاعبة كرة مضرب فرنسية
- 19 يناير - علي أسد الله لاعب كرة قدم قطري
- 19 يناير - خواو ماريو لاعب كرة قدم برتغالي
- 19 يناير - ميساكي كونو ممثلة ومؤدية أصوات يابانية
- 21 يناير - انايا ممثلة وعارضة أزياء هندية
- 22 يناير - نيتا بارزيلاي مغنية إسرائيلية
- 25 يناير - إيريس ميتينير عارضة أزياء ومذيعة وملكة جمال فرنسية
- 27 يناير - يايا سانوغو لاعب كرة قدم فرنسي
- 28 يناير - ويل بولتر ممثل إنجليزي
- 28 يناير - جون بروكس لاعب كرة قدم أمريكي
- 28 يناير - ريتشموند بواكييه لاعب كرة قدم غاني
- 30 يناير - دانا حيدر لاعبة تايكواندو أردنية

### فبراير

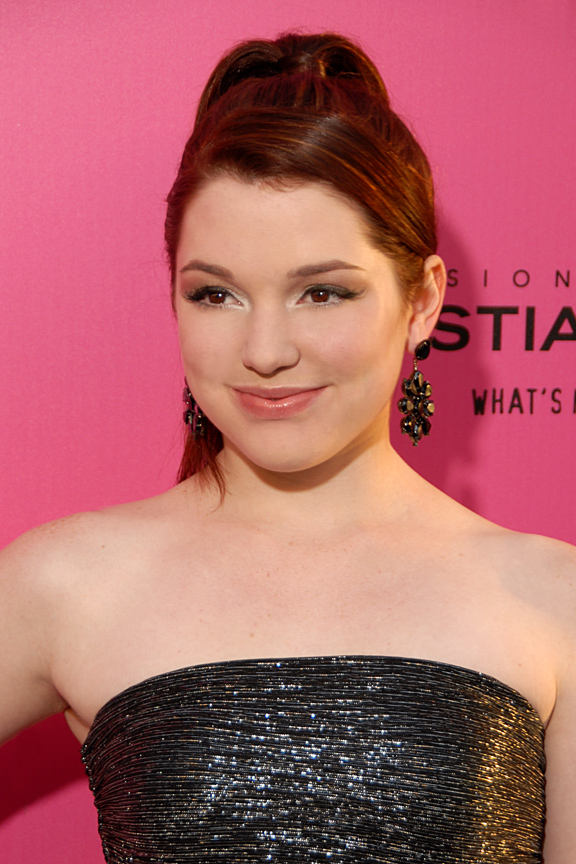
جينيفر ستون

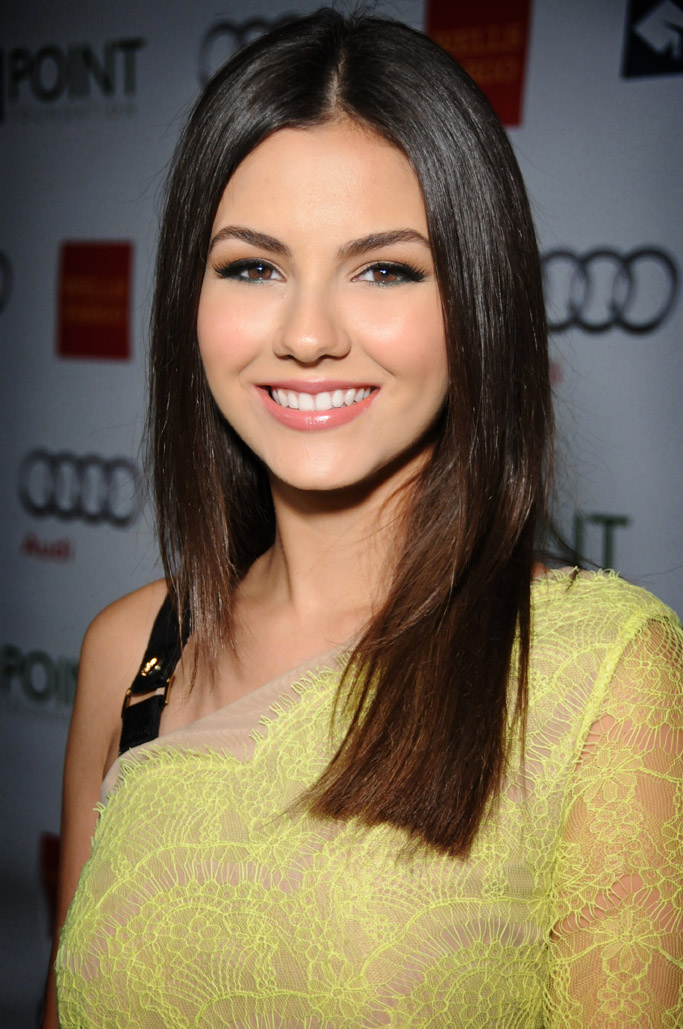
فيكتوريا جاستيس

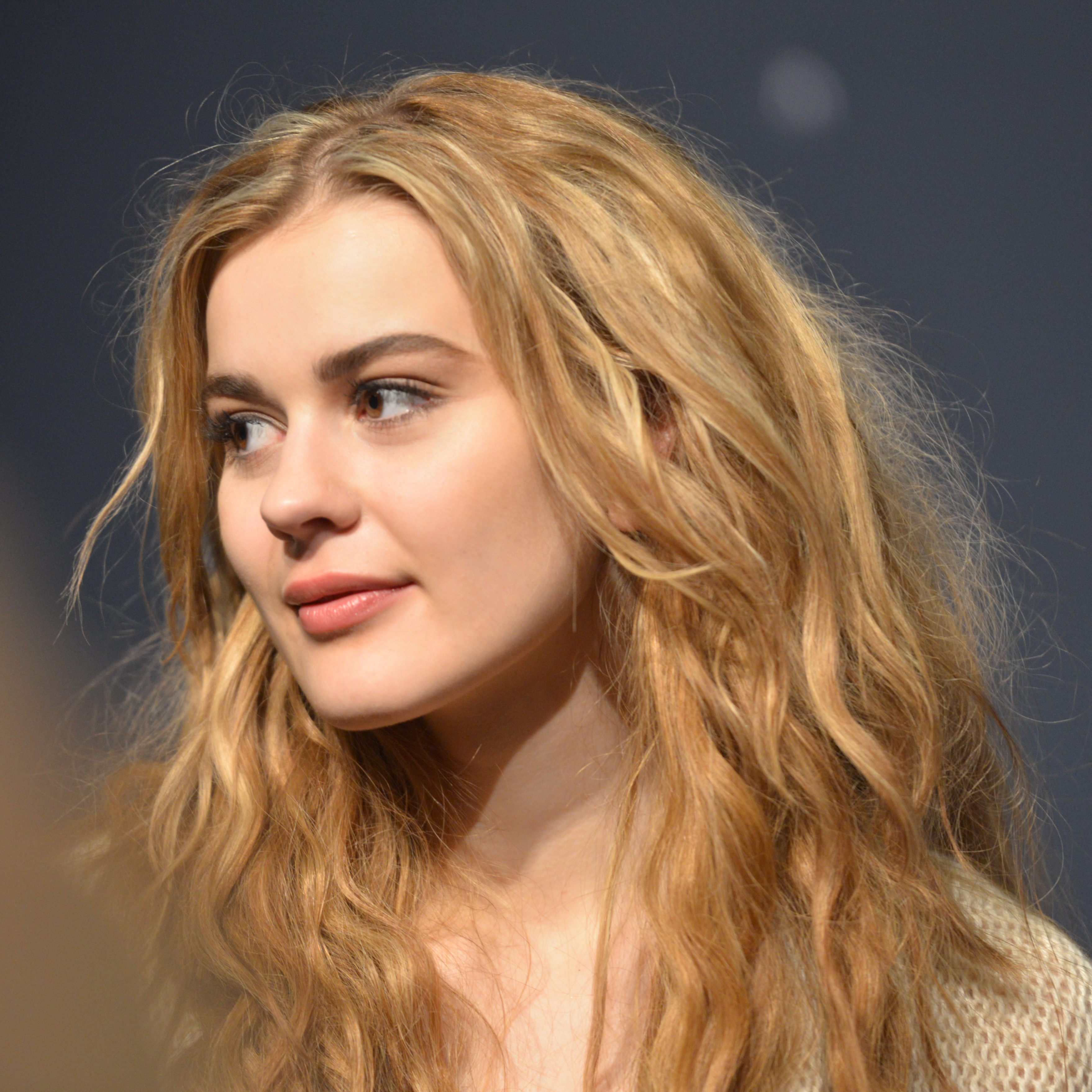
إيميلي دي فورست

- 3 فبراير - سوكراتيس ديوديس لاعب كرة قدم يوناني
- 4 فبراير - تايتشي إيتشيكاوا ممثل ومؤدي أصوات ياباني
- 5 فبراير - تونكو عبد الرحمن الجفري الأمير الخامس لولاية جوهر.
- 6 فبراير - تيناشي مغنية أمريكية
- 7 فبراير - ديفيد دورفمان ممثل أمريكي
- 7 فبراير - دييغو لاكسالت لاعب كرة قدم أورغواياني
- 8 فبراير - أميرة النجدي ممثلة مصرية
- 9 فبراير - باريمرجان نيجي لاعب شطرنج هندي
- 10 فبراير - شريف جابر يوتيوبر وناشط مصري
- 10 فبراير - ميا خليفة ممثلة إباحية لبنانية أمريكية
- 12 فبراير - بينيك أفوبي لاعب كرة قدم كونغولي إنجليزي
- 12 فبراير - جينيفر ستون ممثلة أمريكية
- 13 فبراير - رافينيا ألكانتارا لاعب كرة قدم برازيلي
- 13 فبراير - سوفي إيفانز عارضة أزياء وممثلة ويلزية
- 14 فبراير - شاين هاربر مغني وممثل أمريكي
- 14 فبراير - كاسومي أيرومورا ممثلة يابانية
- 15 فبراير - مانويل لانزيني لاعب كرة قدم أرجنتيني
- 15 فبراير - جيوفري كوندوبيا لاعب كرة قدم فرنسي أفريقي وسطي
- 16 فبراير - مؤيد العجان لاعب كرة قدم سوري
- 17 فبراير - مارك ماركيث سائق موتو جي بي إسباني
- 17 فبراير - إلهايدا داني مغنية ألبانية
- 19 فبراير - فيكتوريا جاستيس ممثلة ومغنية أمريكية
- 19 فبراير - ماورو إيكاردي لاعب كرة قدم أرجنتيني
- 19 فبراير - مترا حجازبور لاعبة شطرنج إيرانية
- 24 فبراير - إميلي رود ممثلة أمريكية
- 26 فبراير - خيسي رودريغيز لاعب كرة قدم إسباني
- 27 فبراير - ألفونس أريولا لاعب كرة قدم فرنسي
- 28 فبراير - إيميلي دي فورست مغنية دنماركية

### مارس

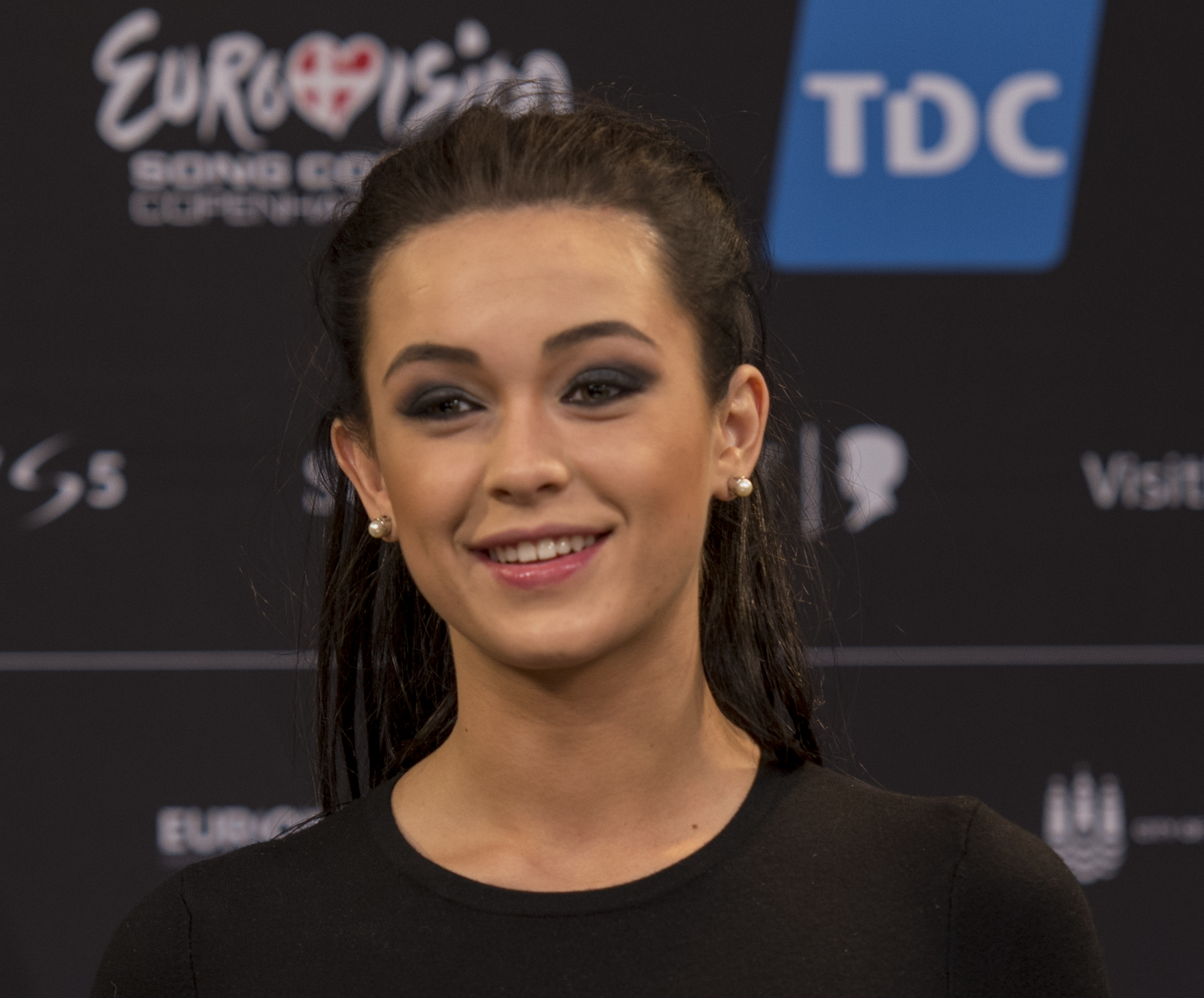
ماريا ياريمتشوك

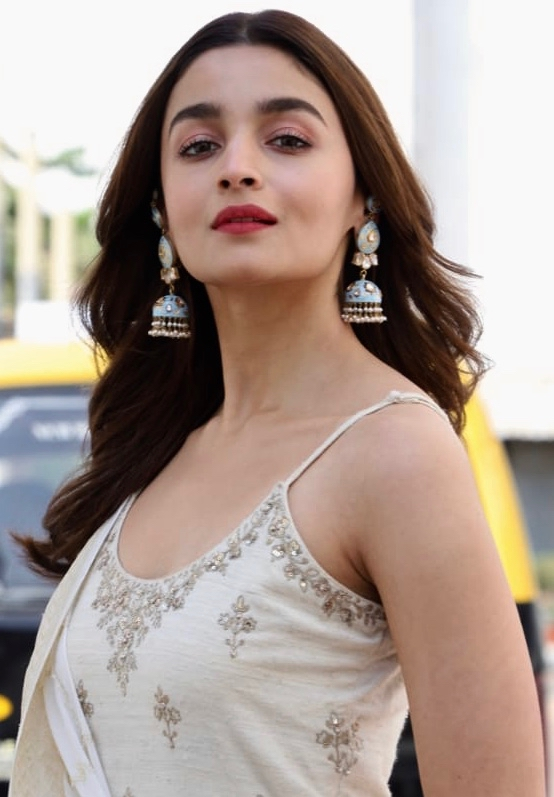
عاليا بهات

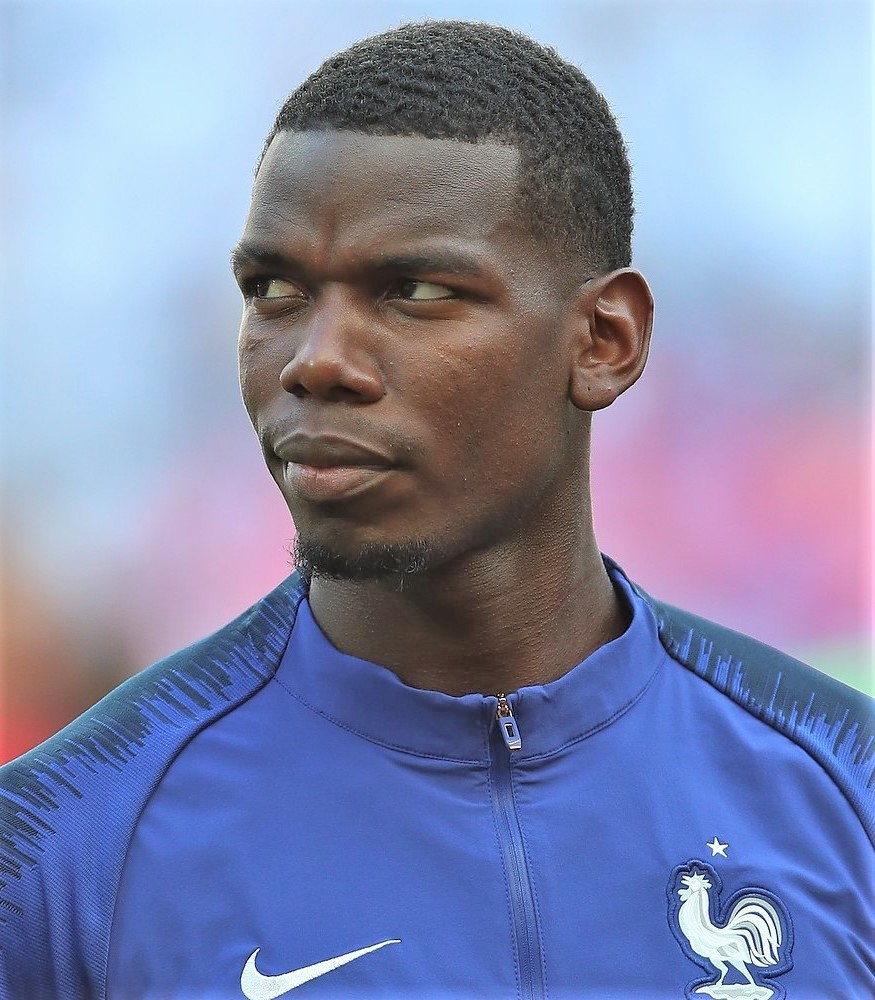
بول بوغبا

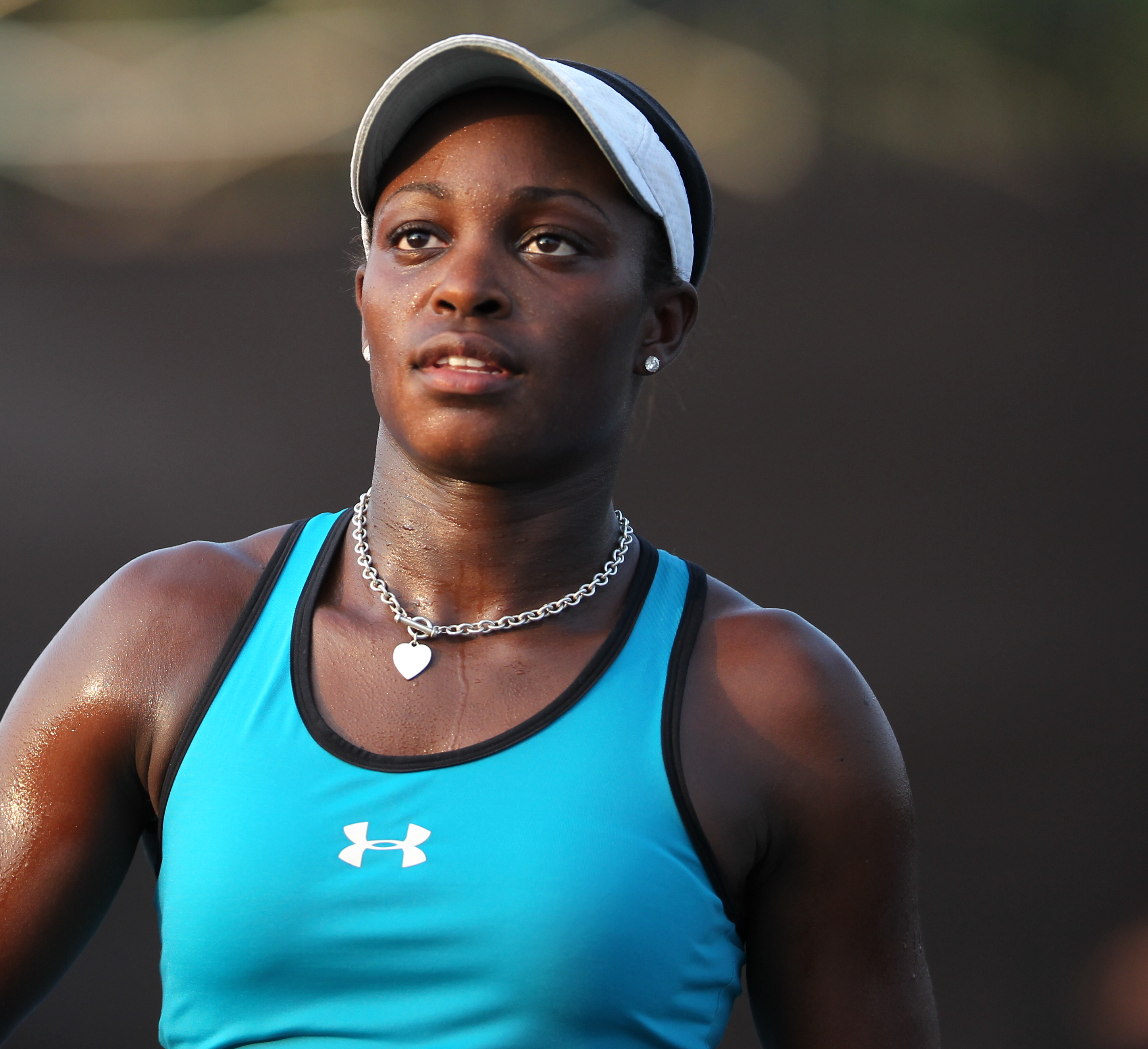
سلون ستيفنز

- 1 مارس - خوان بيرنات لاعب كرة قدم إسباني
- 2 مارس - ماريا ياريمتشوك مغنية أوكرانية
- 3 مارس - أنطونيو روديجير لاعب كرة قدم ألماني
- 3 مارس - نيكول غيبس لاعبة كرة مضرب أمريكية
- 4 مارس - جينا بويد ممثلة أمريكية
- 4 مارس - أريج العطار ممثلة كويتية
- 4 مارس - بوبي كريستينا براون ممثلة ومغنية أمريكية
- 4 مارس - أحمد الدويري لاعب كرة سلة أردني تركي
- 5 مارس - فريديريكو رودريغيز سانتوس لاعب كرة قدم برازيلي
- 5 مارس - هاري ماغواير لاعب كرة قدم إنجليزي
- 5 مارس - أحمد حسن محجوب لاعب كرة قدم مصري
- 7 مارس - دينيزا ألرتوفا لاعبة كرة مضرب تشيكية
- 8 مارس - نور الطيب لاعبة إسكواش مصرية
- 9 مارس - شوقا مغني كوري
- 9 مارس - زكريا لبيض لاعب كرة قدم مغربي هولندي
- 10 مارس - جاك بوتلاند لاعب كرة قدم إنجليزي
- 11 مارس - أنطوني ديفيس لاعب كرة سلة أمريكي
- 11 مارس - ديمي هارمان ممثلة أمريكية
- 11 مارس - جودي كومر ممثلة إنجليزية
- 14 مارس - آنا إيفاس عارضة أزياء ألمانية
- 15 مارس - عاليا بهات ممثلة هندية
- 15 مارس - بول بوغبا لاعب كرة قدم فرنسي
- 15 مارس - اليسا ريد مغنية كندية
- 15 مارس - ألكسندرا كرونتش لاعبة كرة مضرب روسية
- 16 مارس - أندي نجار لاعب كرة قدم هندوراسي
- 17 مارس - خوما بابكر لاعب كرة قدم سنغالي
- 18 مارس - نرمين محسن ممثلة سعودية
- 18 مارس - مانا إيوابوتشي لاعبة كرة قدم يابانية
- 19 مارس - حكيم زياش لاعب كرة قدم مغربي هولندي
- 20 مارس - أنيتا، مغنية برازيلية.
- 20 مارس - سلون ستيفنز لاعبة كرة مضرب أمريكية
- 21 مارس - أنس آيت العبدية متسابق دراجات هوائية مغربي
- 22 مارس - يوسف عرفات مغني أردني
- 23 مارس - كوين كوك لاعب كرة سلة أمريكي
- 24 مارس - دييغو رولان لاعب كرة قدم أورغواياني
- 28 مارس - ماتيا ناستاسيتش لاعب كرة قدم صربي
- 29 مارس - تورغان هازار لاعب كرة قدم بلجيكي
- 29 مارس - دينا علي ناشطة نسوية سعودية
- 23 مارس - إي هيون وو ممثل كوري
- 30 مارس - أنيتا مغنية برازيلية

### أبريل

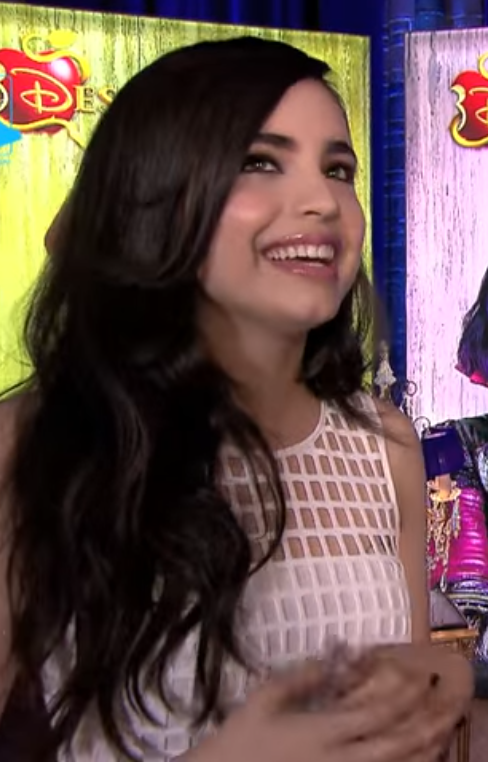
صوفيا كارسون

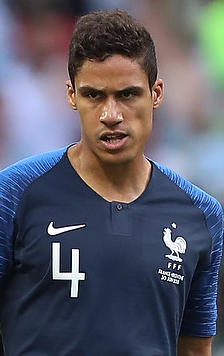
رافاييل فاران

- 2 أبريل - أسامي سيتو ممثلة ومؤدية أصوات يابانية
- 2 أبريل - إليزافيتا غولوفانوفا عارضة أزياء وملكة جمال روسية
- 6 أبريل - إبراهيم أمادو لاعب كرة قدم كاميروني
- 9 أبريل - هند عبد الحليم ممثلة مصرية
- 10 أبريل - صوفيا كارسون مغنية وممثلة أمريكية
- 11 أبريل - فلورين أندوني لاعب كرة قدم روماني
- 14 أبريل - جوزفين سكريفر عارضة أزياء دنماركية
- 15 أبريل - مادلين مارتن ممثلة أمريكية كندية
- 15 أبريل - فيليبي أندرسون لاعب كرة قدم برازيلي
- 16 أبريل - تشانس ذا رابر مغني أمريكي
- 18 أبريل - إيزابيلا ميلو عارضة أزياء برازيلية
- 20 أبريل - سارة القبندي ممثلة كويتية
- 21 أبريل - هداية ملاك لاعبة تايكواندو مصرية
- 22 أبريل - ريو هوايونغ ممثلة كورية
- 24 أبريل - بن دافيس لاعب كرة قدم ويلزي
- 25 أبريل - رافاييل فاران لاعب كرة قدم فرنسي
- 27 أبريل - مازن الكاسبي لاعب كرة قدم عماني
- 28 أبريل - جيسيكا آشوود سباحة أسترالية
- 30 أبريل - آرنور إينغفي تراوستاسون لاعب كرة قدم آيسلندي
- 30 أبريل - أمينة جولشن ممثلة وملكة جمال تركية سويدية

### مايو
- 2 مايو - هوانغ تسى تاو مغني صيني

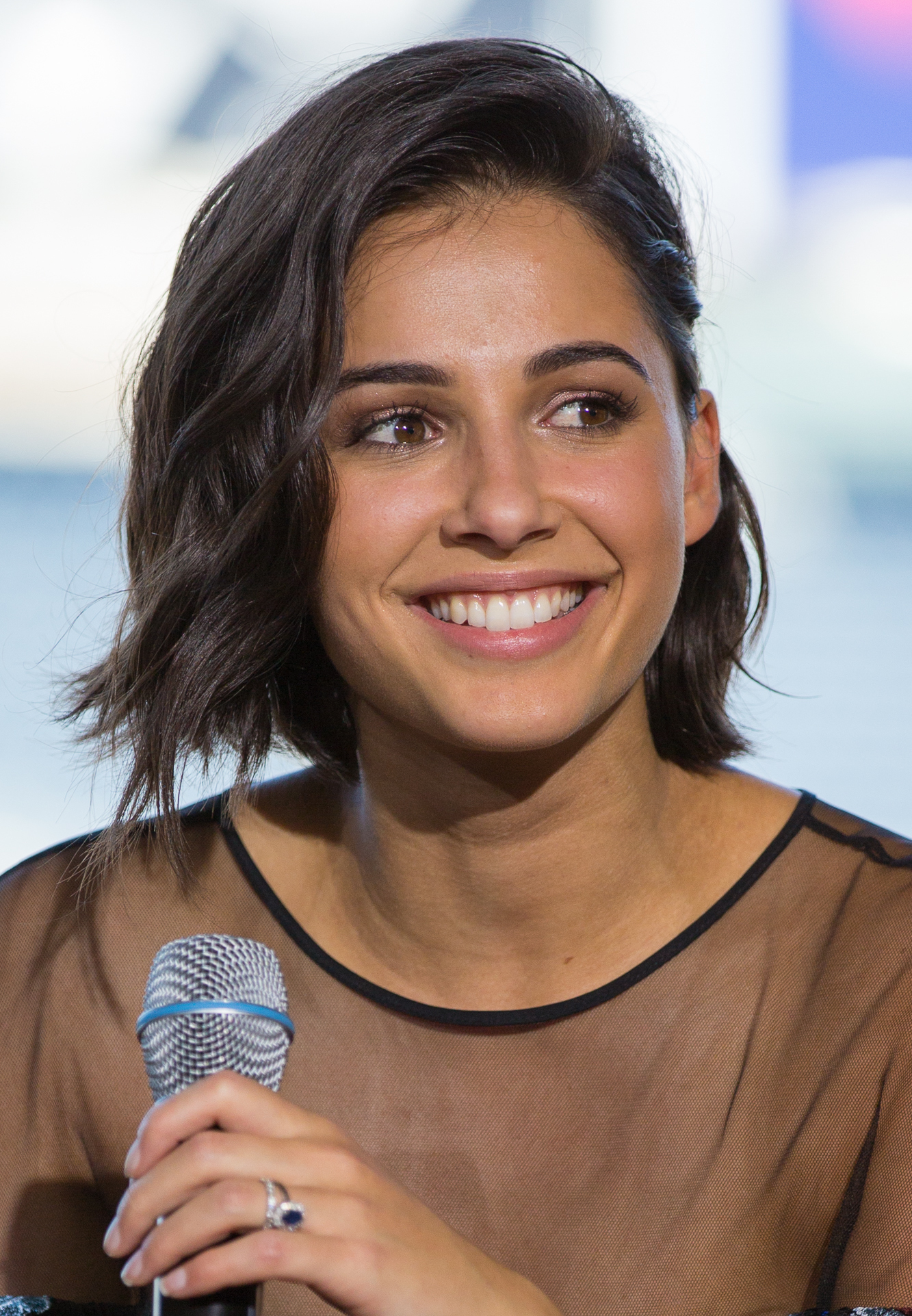
نعومي سكوت

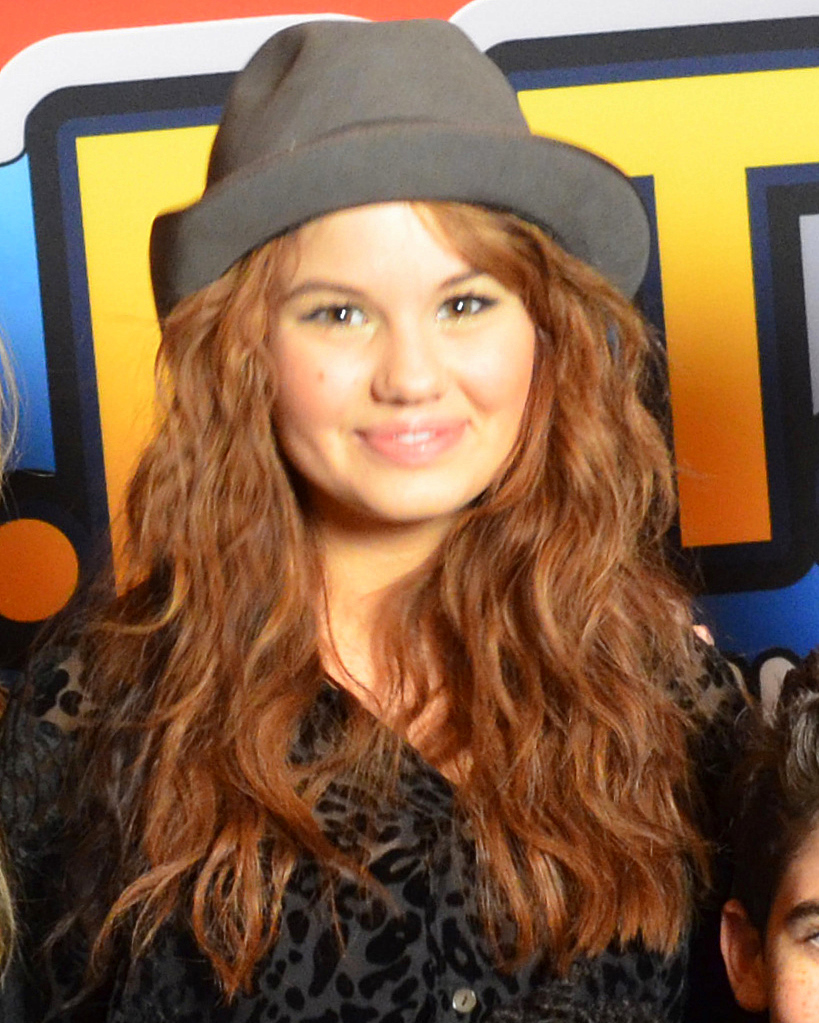
ديبي رايان

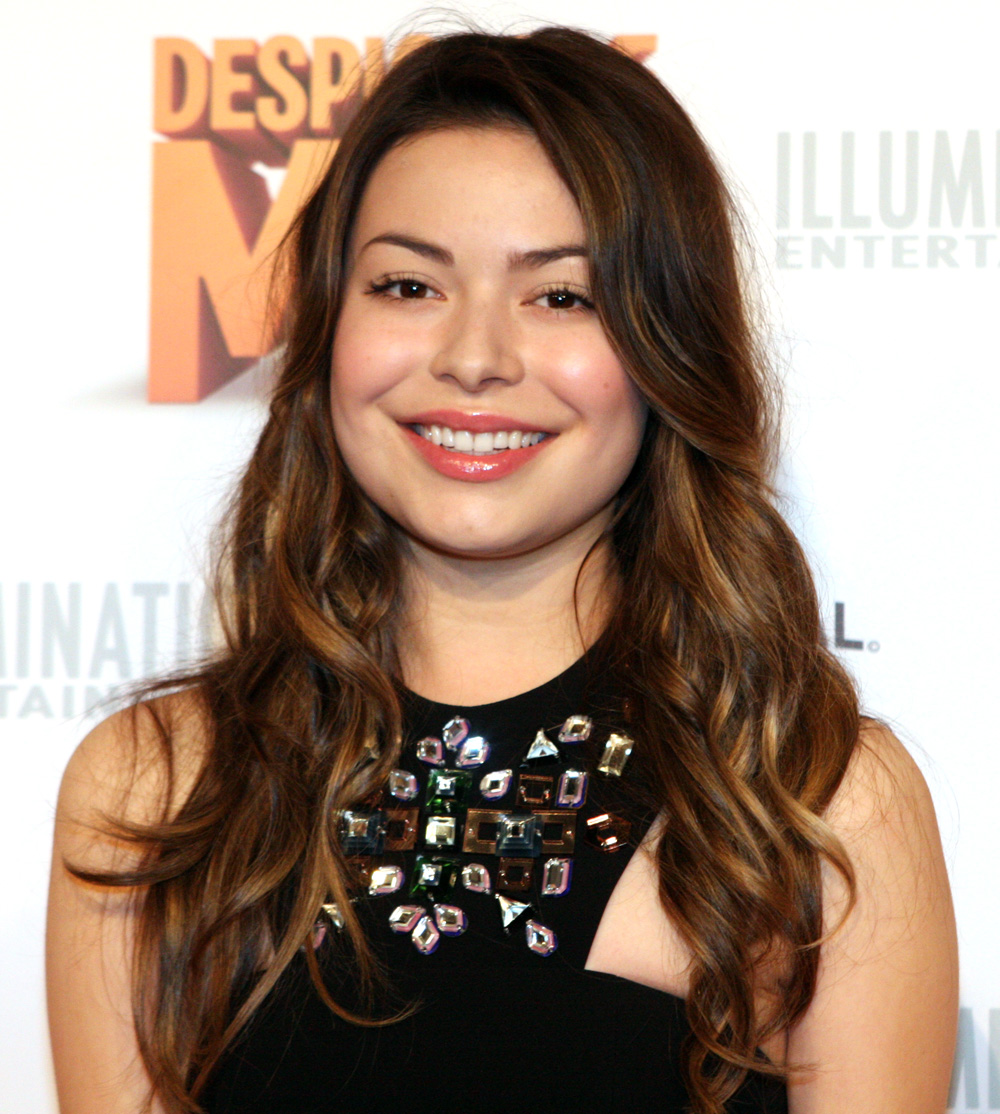
ميراندا كوسجروف

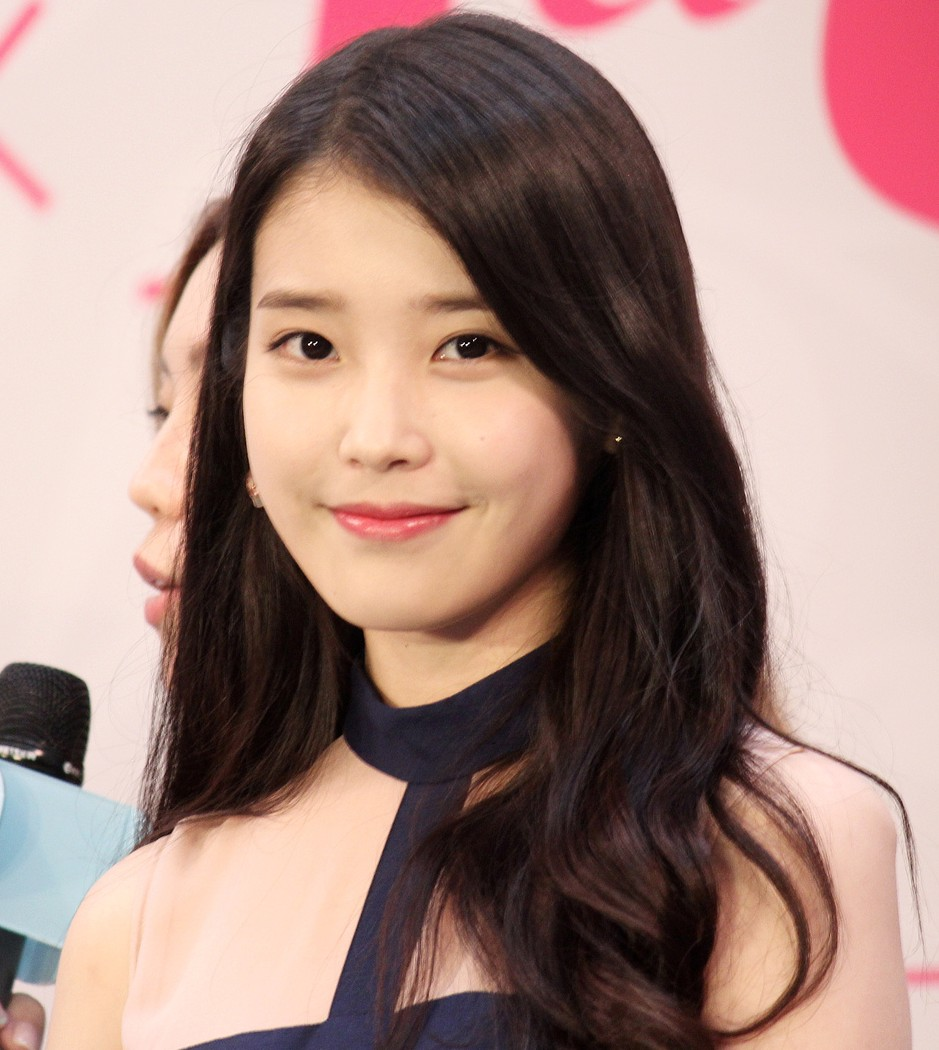
آي يو

- 4 مايو - مارلوس كيتيلس لاعبة هوكي حقل هولندية
- 6 مايو - نعومي سكوت ممثلة بريطانية
- 7 مايو - أجلا توملجانوفيتش لاعب كرة مضرب أسترالية
- 7 مايو - إيريكا فيرنانديز ممثلة وعارضة أزياء هندية
- 9 مايو - ريوسوكي يامادا مغني ياباني
- 10 مايو - سبنسر فوكس مغني إنجليزي
- 10 مايو - هلستون سيج ممثلة أمريكية
- 10 مايو - تيميا بابوش لاعبة كرة مضرب مجرية
- 11 مايو - موريس هركلس لاعب كرة سلة أمريكي بورتوريكي
- 11 مايو - جيمس ريد ممثل ومغني فلبيني أمريكي
- 11 مايو - تارا عماد ممثلة وعارضة أزياء وملكة جمال مصرية
- 13 مايو - جاك هارييس يوتيوبر إنجليزي
- 13 مايو - روميلو لوكاكو لاعب كرة قدم بلجيكي
- 13 مايو - ديبي رايان ممثلة ومغنية أمريكية
- 14 مايو - ميراندا كوسجروف ممثلة ومغنية أمريكية
- 14 مايو - كريستينا ملادينوفيتش لاعبة كرة مضرب فرنسية
- 15 مايو - دييغو روبيو لاعب كرة قدم تشيلي
- 16 مايو - آي يو مغنية كورية
- 16 مايو - أتيكوس ميتشيل ممثل كندي
- 18 مايو - كايل مغني وممثل أمريكي
- 18 مايو - جيسيكا واتسون بحارة أمريكية
- 20 مايو - كارولين تشانغ متزلجة جليد أمريكية
- 20 مايو - رامي ربيعة لاعب كرة قدم مصري
- 20 مايو - خوانمي لاعب كرة قدم إسباني
- 25 مايو - نورمان باول لاعب كرة سلة أمريكي
- 29 مايو - يانا كابلوفا لاعبة كرة مضرب سلوفاكية
- 29 مايو - مايكا مونرو ممثلة أمريكية
- 30 مايو - سوتا فوكوشي ممثل ياباني

### يونيو

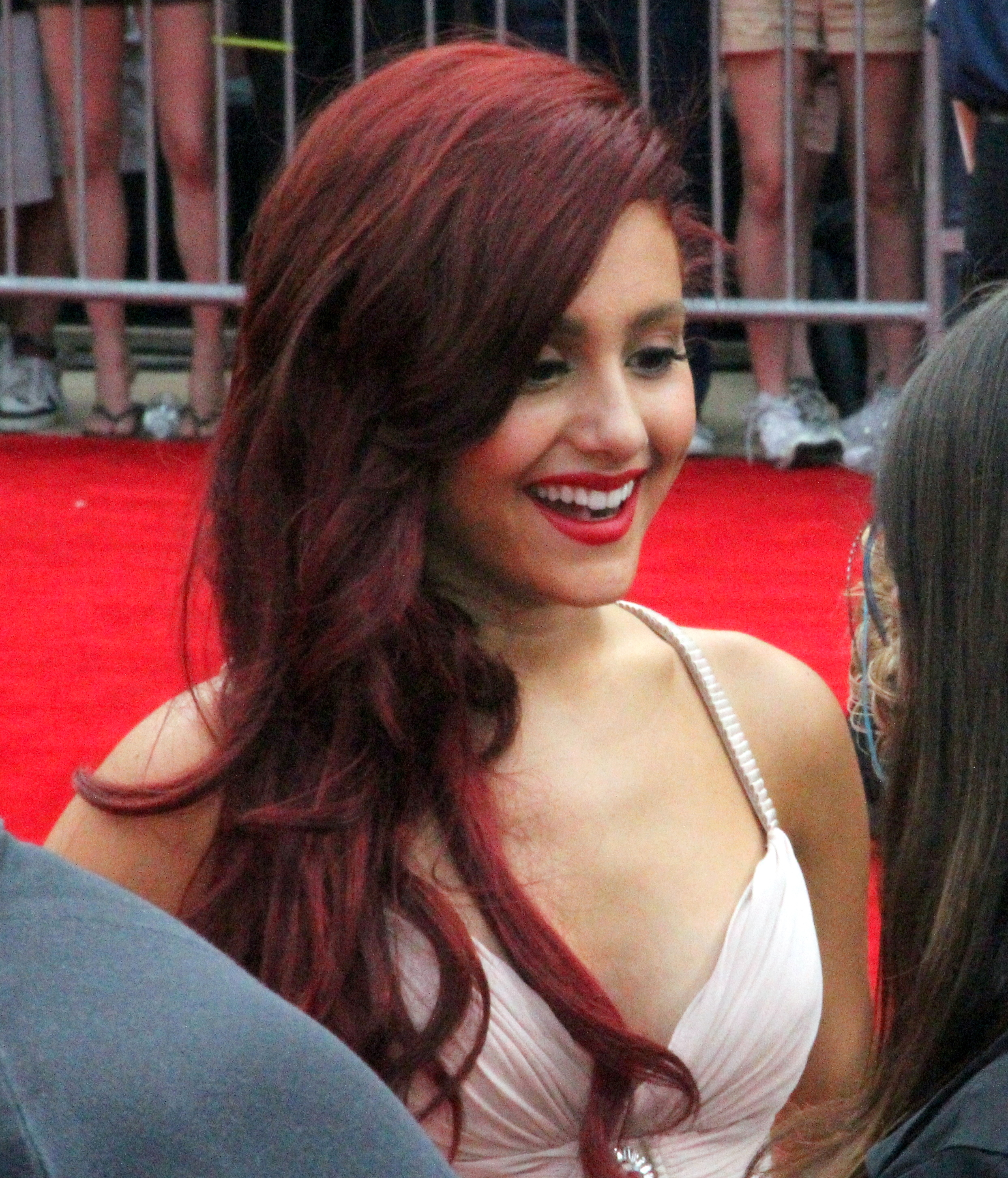
أريانا غراندي

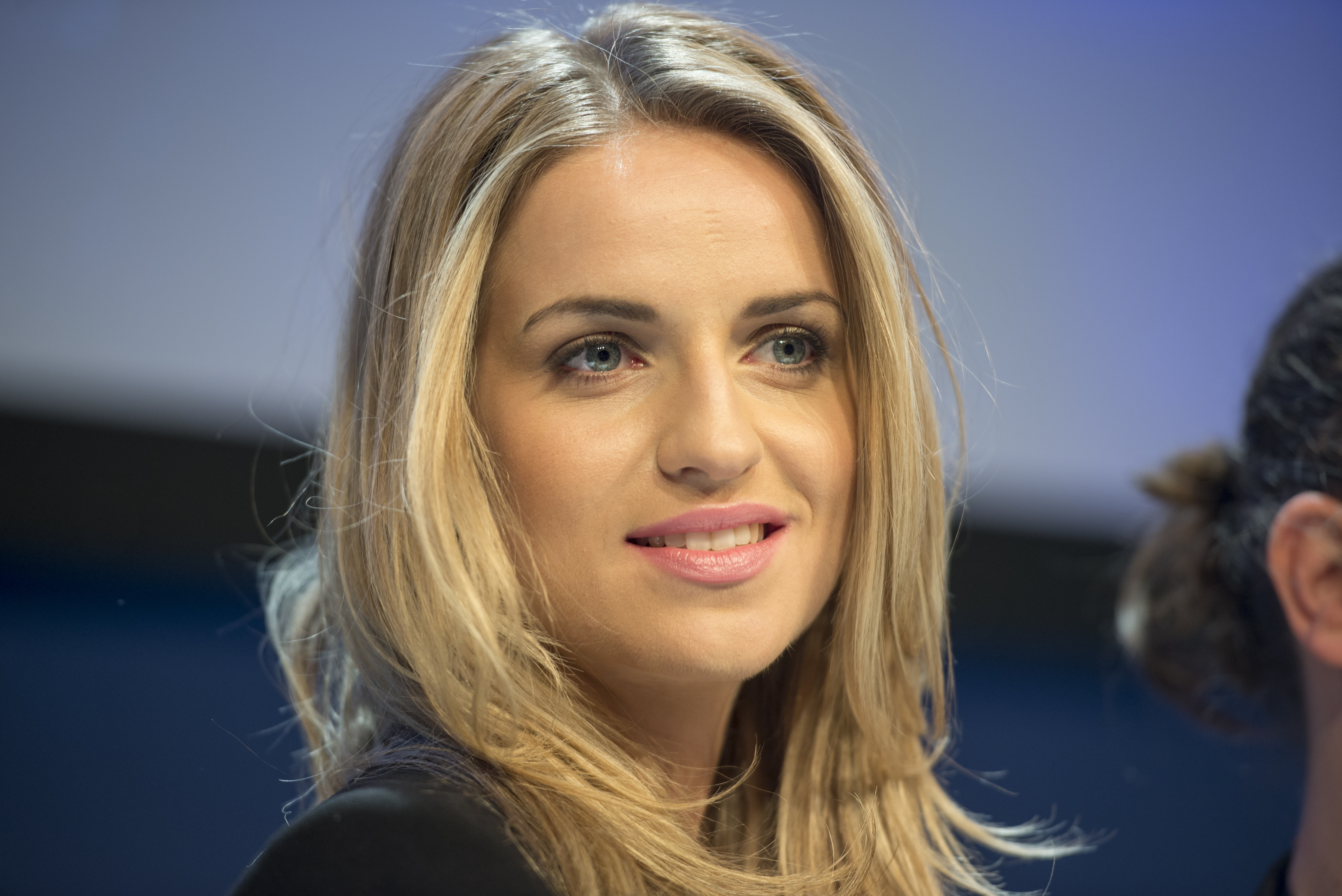
غابريلا غونشيكوفا

- 3 يونيو - صابرينا باسترسكي فيزيائية أمريكية
- 6 يونيو - فريدا غوستافسون عارضة أزياء سويدية
- 6 يونيو - ألبا أوغست ممثلة سويدية
- 7 يونيو - جوردان فري ممثل أمريكي
- 7 يونيو - أماندا ليتون ممثلة أمريكية
- 7 يونيو - باك جي يون مغنية وممثلة كورية
- 7 يونيو - جورج عزرا مغني إنجليزي
- 8 يونيو - أشلي سبنسر عدائة حواجز أمريكية
- 9 يونيو - دانيلا شوشران ممثلة أمريكية
- 13 يونيو - توماس بارتي لاعب كرة قدم غاني
- 15 يونيو - كارولاينا مارين لاعبة كرة ريشة إسبانية
- 16 يونيو - باك بو غوم مغني وممثل كوري
- 16 يونيو - أليكس لين لاعب كرة سلة أوكراني
- 19 يونيو - كيه أس آي يوتيوبر ومغني بريطاني
- 20 يونيو - سياد كولاشيناتس لاعب كرة قدم بوسني ألماني
- 20 يونيو - ياسمين الخالدي سباحة فلبينية
- 21 يونيو - كارولين براش نيلسين عارضة أزياء دنماركية
- 21 يونيو - ريني تاكاغي مغنية يابانية
- 26 يونيو - أريانا غراندي مغنية أمريكية
- 26 يونيو - محمود عيد لاعب كرة قدم فلسطيني
- 27 يونيو - كاميلا كويروز ممثلة وعارضة أزياء برازيلية
- 27 يونيو - غابريلا غونشيكوفا مغنية تشيكية
- 28 يونيو - برادلي بيل لاعب كرة قاعدة أمريكي
- 28 يونيو - أناستازيوس باكاسيتاس لاعب كرة قدم يوناني
- 29 يونيو
  - أماندا صبحي لاعبة اسكواش أمريكية مصرية
  - هاريسون جيلبرتسون ممثل أسترالي
  - لورينزو جيمس هنري ممثل أمريكي
- 30 يونيو - أياكا كيكوتشي ممثلة ومغنية يابانية

### يوليو

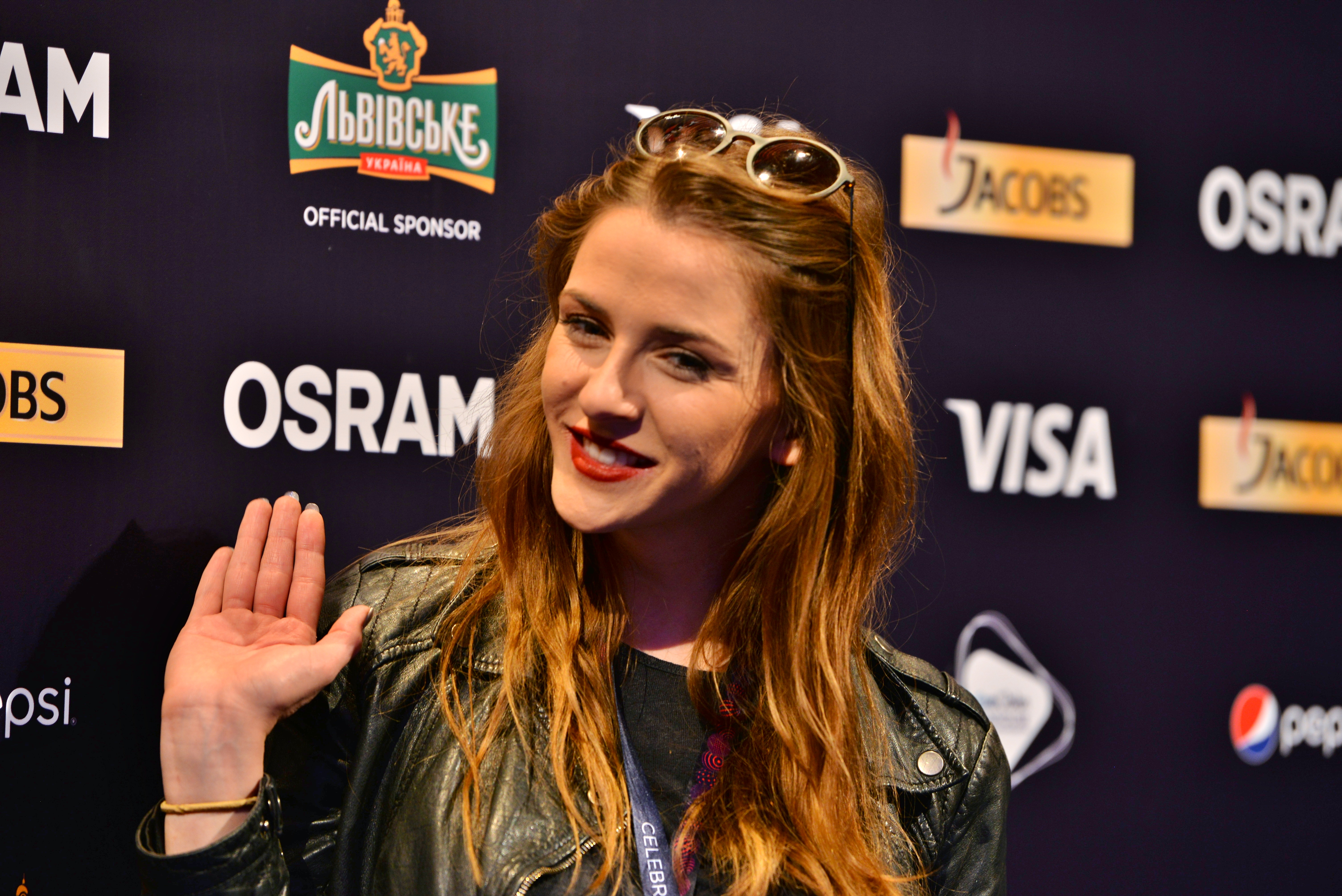
جانا بورسيسكا

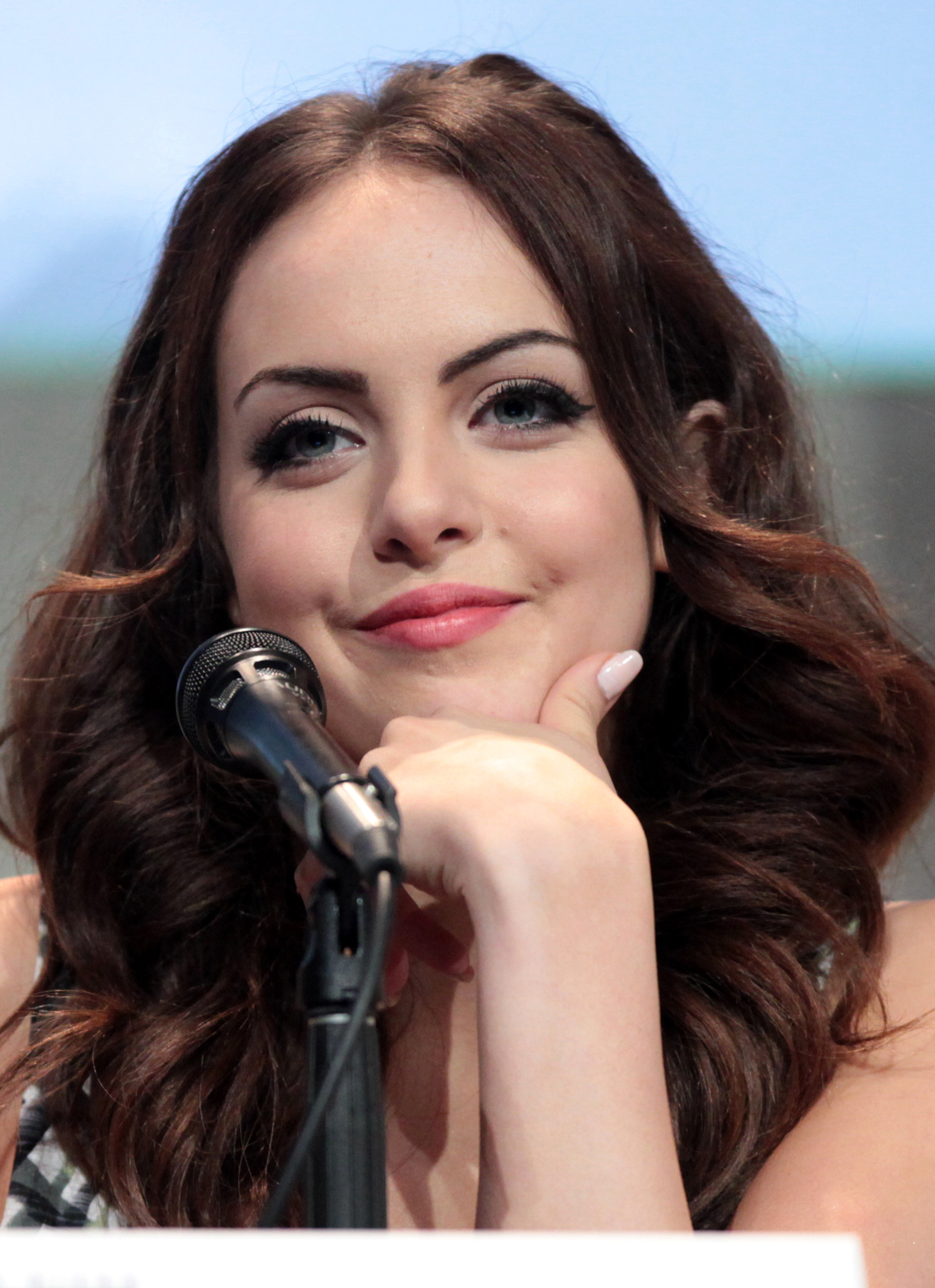
إليزابيث جيليس

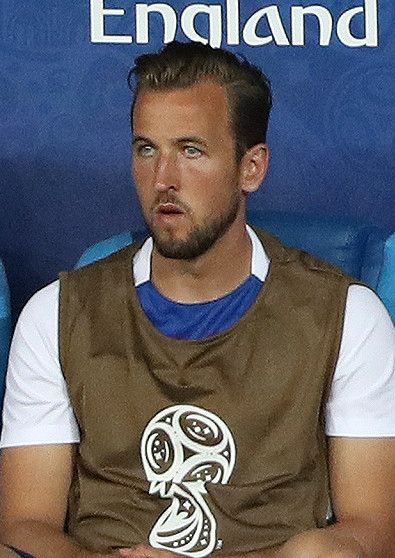
هاري كين

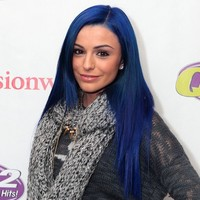
شير لويد

- 1 يوليو - ريني رودريجز ممثلة ومغنية أمريكية
- 2 يوليو - ياسين مرياح لاعب كرة قدم تونسي
- 3 يوليو - روي كيم مغني كوري
- 3 يوليو - فنسنت لاكوست ممثل فرنسي
- 3 يوليو - بارتي نكست دور مغني راب كندي
- 6 يوليو - جانا بورسيسكا مغنية مقدونية
- 6 يوليو - فيروز آي ممثلة ومؤدية أصوات يابانية
- 7 يوليو - شاخرام جياسوف ملاكم أوزبكي
- 7 يوليو - آلي بروك مغنية أمريكية
- 8 يوليو - أرغيس كاجي لاعب كرة قدم ألباني
- 9 يوليو - دي أندري يدلن لاعب كرة قدم أمريكي
- 11 يوليو - لينا مخول مغنية فلسطينية إسرائيلية
- 13 يوليو - أولكاي تشاكير لاعبة كرة سلة تركية
- 14 يوليو - فرانس بطرس لاعب كرة قدم عراقي دنماركي
- 14 يوليو - ساياكا ياماموتو مغنية وموسيقية يابانية
- 16 يوليو - ألكسندر إباتوف لاعب شطرنج أوكراني تركي
- 18 يوليو - نبيل فقير لاعب كرة قدم فرنسي
- 18 يوليو - إي تاي من مغني كوري
- 20 يوليو - أدم ماهر لاعب كرة قدم هولندي
- 20 يوليو - اليشا ديبنام كيري ممثلة أسترالية
- 20 يوليو - ديبرا سكارليت مغنية نرويجية سويسرية
- 20 يوليو - ستيفن آدمز لاعب كرة سلة نيوزلندي
- 20 يوليو - لوكاس دينييه لاعب كرة قدم فرنسي
- 21 يوليو - لوكسيكا كومخوم لاعبة كرة مضرب تايلندية
- 23 يوليو - ليلي سيمونز ممثلة وعارضة أزياء أمريكية
- 24 يوليو - روزبه جشمي لاعب كرة قدم إيراني
- 25 يوليو - ياسمين رستم متسابقة جمباز إيقاعي مصرية
- 26 يوليو - إليزابيث جيليس ممثلة ومغنية أمريكية
- 26 يوليو - تايلور مومسن مغنية وعارضة أزياء أمريكية
- 26 يوليو - سترومزي مغني راب بريطاني
- 27 يوليو - جوردن سبيث لاعب غولف أمريكي
- 28 يوليو - هاري كين لاعب كرة قدم إنجليزي
- 28 يوليو - شير لويد مغنية إنجليزية
- 29 يوليو - نيكول ميليتشار لاعبة كرة مضرب أمريكية
- 30 يوليو - أندريه غوميش لاعب كرة قدم برتغالي

### أغسطس

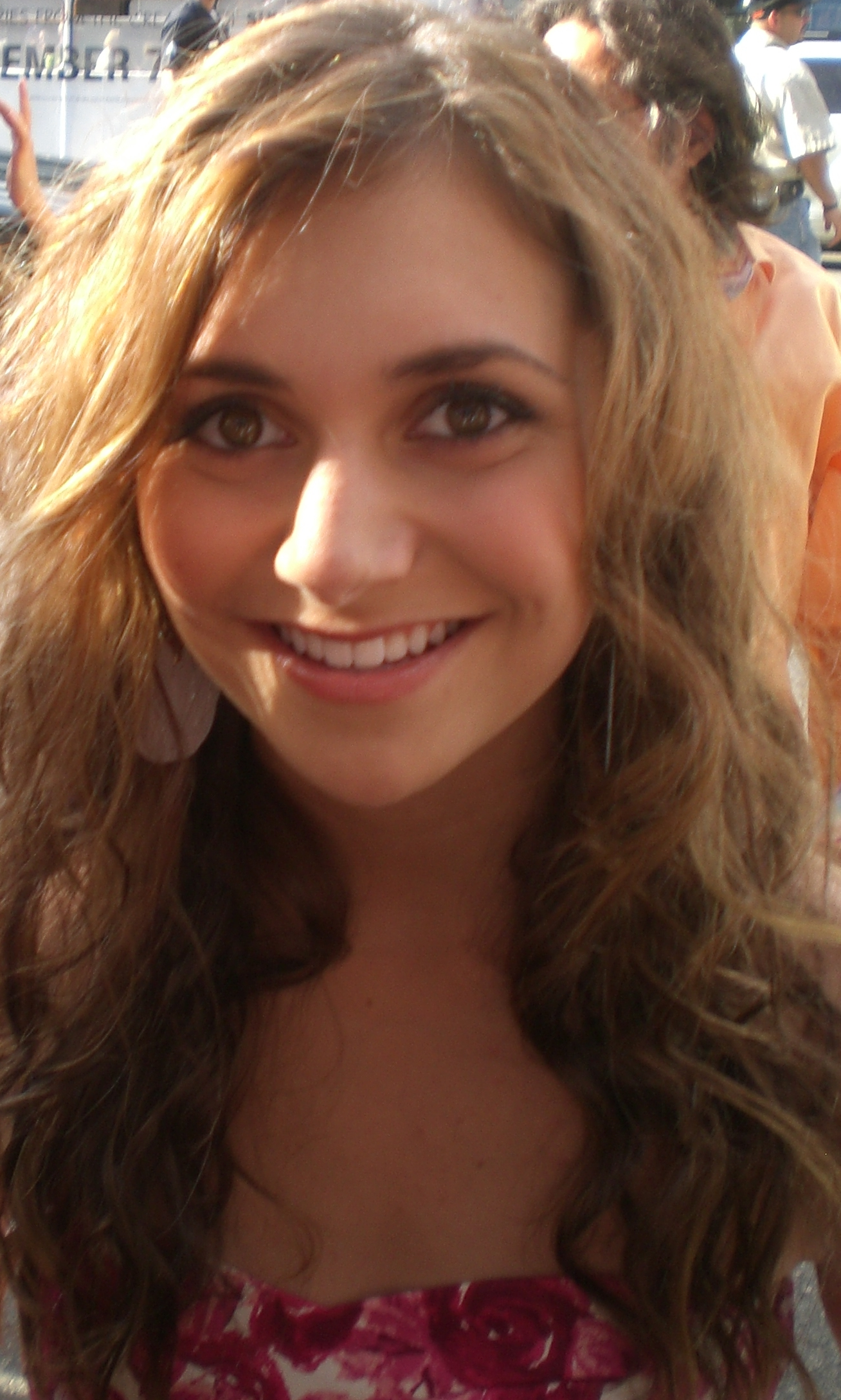
اليسون ستونر

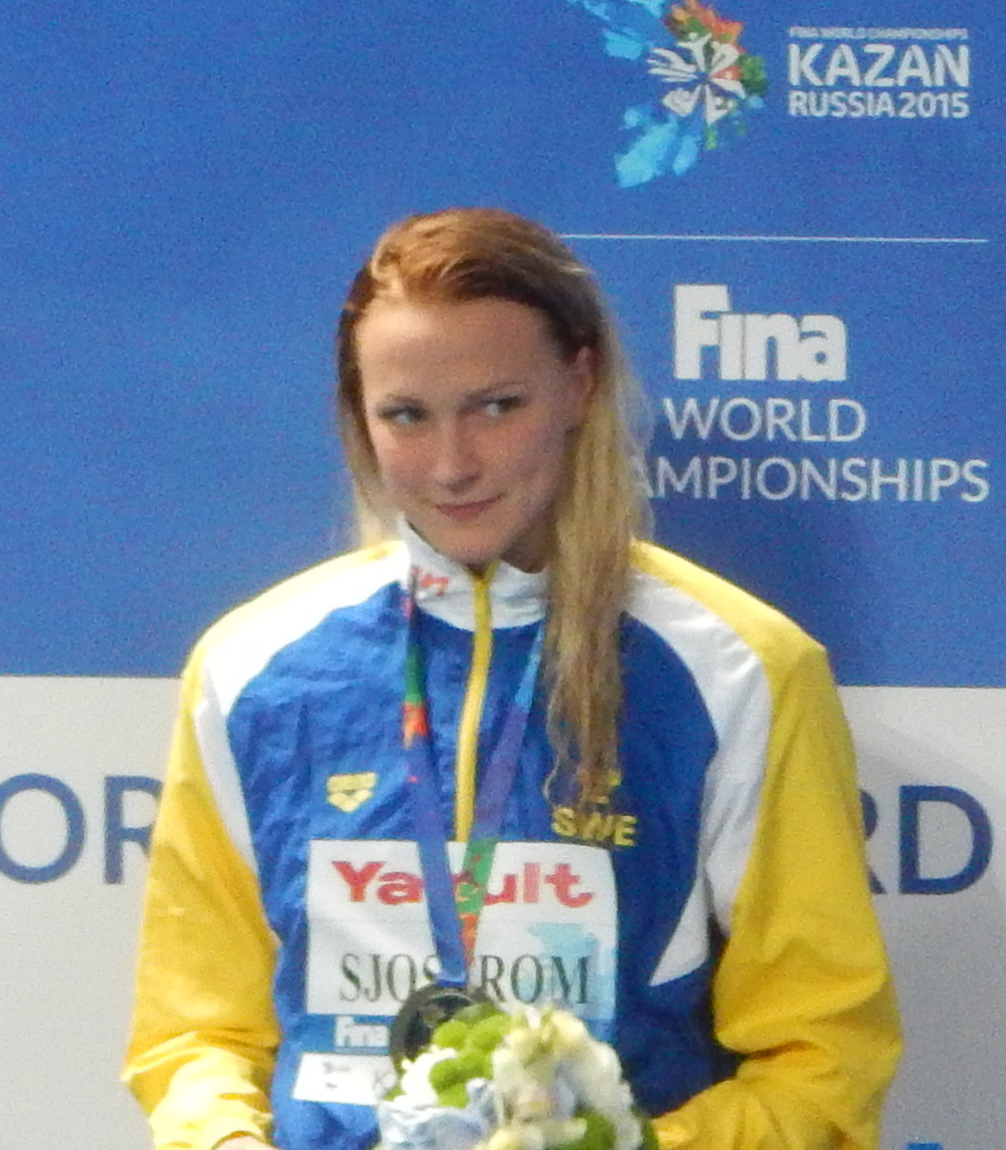
سارة سيوستروم

ليام باين

- 1 أغسطس - ليون توماس الثالث مغني وممثل أمريكي
- 1 أغسطس - ماريانو دياز لاعب كرة قدم إسباني دومينيكاني
- 1 أغسطس - صالح جمعة لاعب كرة قدم مصري
- 5 أغسطس - سايدو بيراهينو لاعب كرة قدم بوروندي إنجليزي
- 6 أغسطس - كاوري إيشيهارا ممثلة يابانية
- 6 أغسطس - أمين يونس لاعب كرة قدم ألماني
- 7 أغسطس - فرانشيسكا ايستوود ممثلة أمريكية
- 9 أغسطس - رايديل لينش ممثلة ومغنية أمريكية
- 10 أغسطس - أندريه دروموند لاعب كرة سلة أمريكي
- 11 أغسطس - علي رضا جهانبخش لاعب كرة قدم إيراني
- 11 أغسطس - اليسون ستونر ممثلة ومغنية أمريكية
- 12 أغسطس - لونا مغنية كورية
- 13 أغسطس - فريا مافور ممثلة اسكتلندية
- 14 أغسطس - كاسي تومسون ممثلة ومغنية أسترالية أمريكية
- 15 أغسطس - أليكس أوكسليد-تشامبرلين لاعب كرة قدم إنجليزي
- 15 أغسطس - كلينتون نجي لاعب كرة قدم كاميروني
- 16 أغسطس - كاميرون موناغان ممثل أمريكي
- 17 أغسطس - إيدرسون مورايس لاعب كرة قدم برازيلي
- 17 أغسطس - سارة سيوستروم سباحة سويدية
- 17 أغسطس - يو سونغ هو ممثل كوري
- 17 أغسطس - سينتا لاورا ممثلة ومغنية إندونيسية ألمانية
- 18 أغسطس - جونغ أون جي ممثلة كورية
- 18 أغسطس - مايا ميتشيل ممثلة ومغنية أسترالية
- 20 أغسطس - لورا غلوسر لاعبة كرة يد فرنسية
- 23 أغسطس - سباستيان كريستوفورو لاعب كرة قدم أورغواياني
- 24 أغسطس - مارينا رايتشيتش لاعبة كرة يد جبل أسودية
- 24 أغسطس - مارينا زانيفسكا لاعبة كرة مضرب بلجيكية أوكرانية
- 26 أغسطس - كيكي بالمر مغنية أمريكية
- 28 أغسطس - سورا أماميا مغنية وممثلة يابانية
- 29 أغسطس - لوكاس كروكشانك ممثل ويوتيوبر أمريكي
- 30 أغسطس - باكو ألكاسير لاعب كرة قدم إسباني
- 31 أغسطس - لينا قيشاوي مذيعة فلسطينية

### سبتمبر

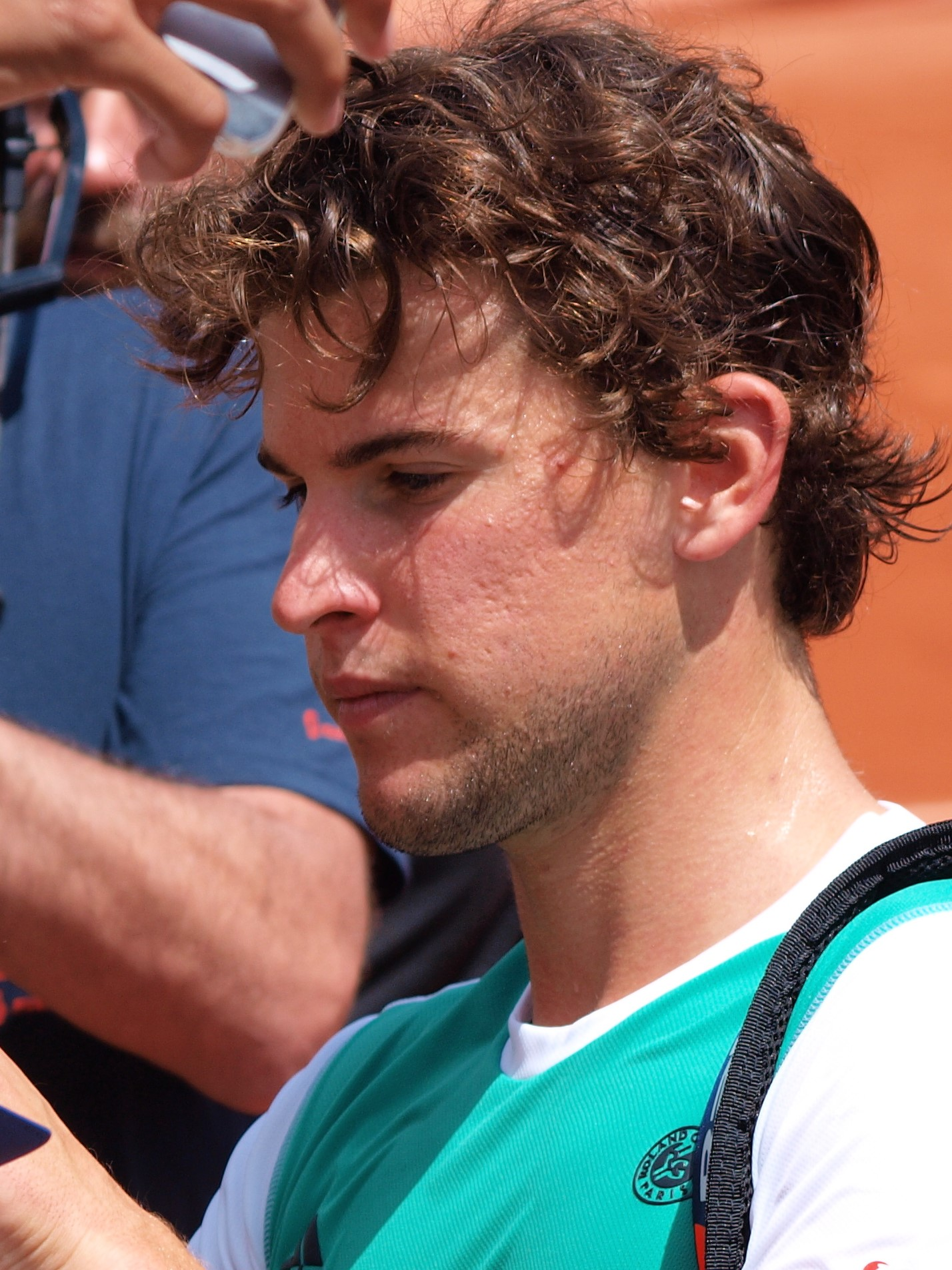
دومينيك ثيم

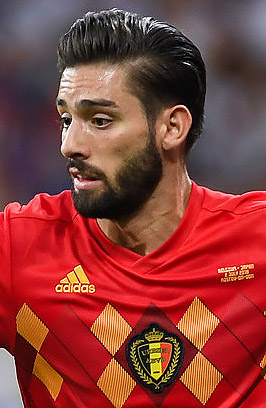
يانيك فيريرا كاراسكو

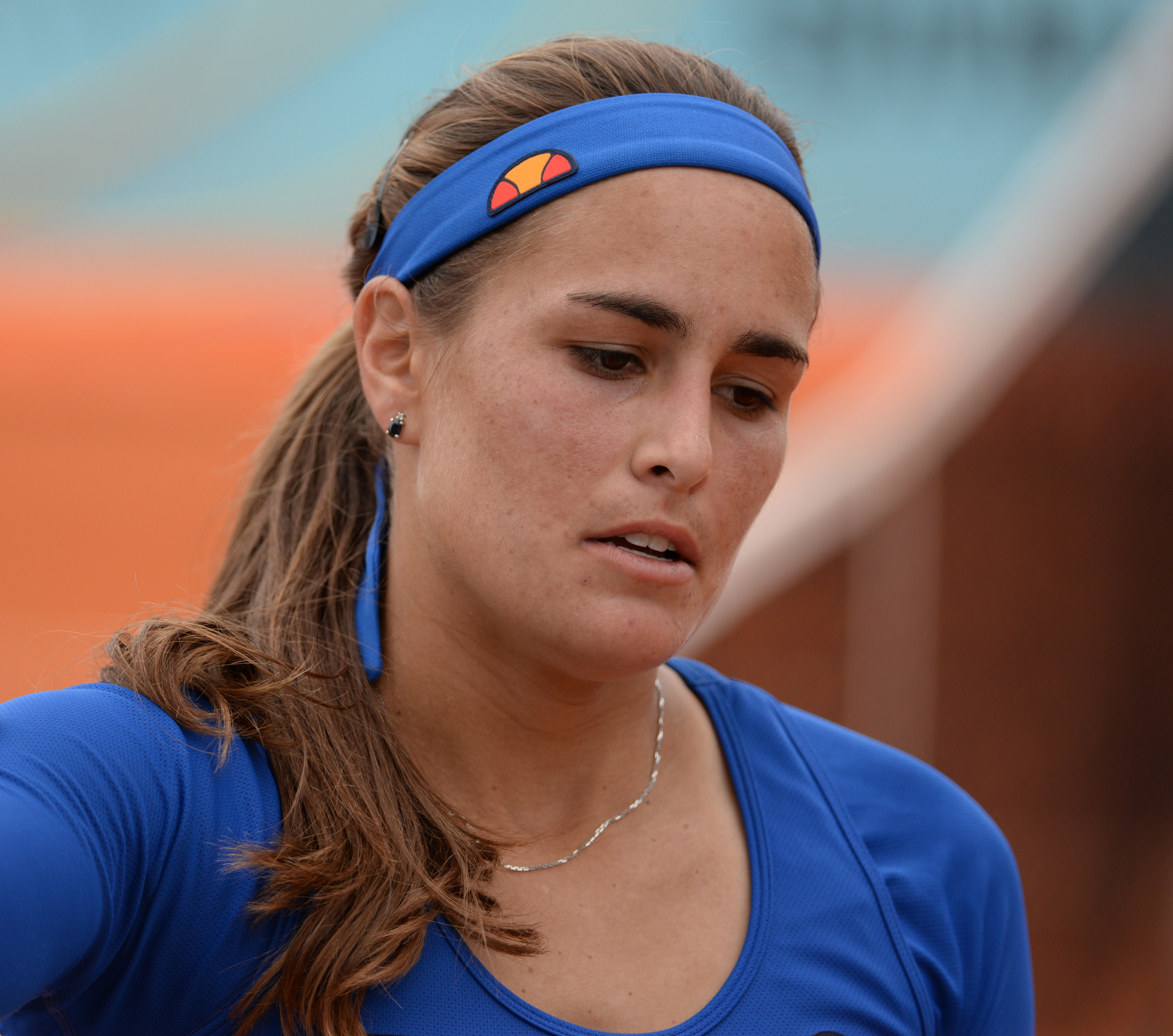
مونيكا بويغ

- 1 سبتمبر - ميغان نيكول مغنية أمريكية
- 1 سبتمبر - ماريو ليمينا لاعب كرة قدم غابوني
- 2 سبتمبر - مونتانا كوكس عارضة أزياء أسترالية
- 3 سبتمبر - دومينيك ثيم لاعب كرة مضرب نمساوي
- 3 سبتمبر - أندريا توفار عارضة أزياء وملكة جمال كولومبية
- 3 سبتمبر - جونيل مغنية كورية
- 4 سبتمبر - يانيك فيريرا كاراسكو لاعب كرة قدم بلجيكي
- 5 سبتمبر - جايج جوليغيتلي ممثلة أمريكية
- 9 سبتمبر - سارة لوغان مصارعة أمريكية
- 13 سبتمبر - نايل هوران مغني أيرلندي شمالي
- 15 سبتمبر - دينيس شرودر لاعب كرة سلة أمريكي
- 17 سبتمبر - سفيان بوفال لاعب كرة قدم مغربي فرنسي
- 17 سبتمبر - عمرو وردة لاعب كرة قدم مصري
- 18 سبتمبر - باتريك شوارزنيجر ممثل وعارض أزياء أمريكي
- 18 سبتمبر - منال بنشليخة مغنية مغربية
- 19 سبتمبر - تشان هاو تشينغ لاعبة كرة مضرب تايوانية
- 20 سبتمبر - جوليان دراكسلر لاعب كرة قدم ألماني
- 21 سبتمبر - أنته ريبيتش لاعب كرة قدم كرواتي
- 24 سبتمبر - سونيا ديفيل مصارعة أمريكية
- 25 سبتمبر - عبد الرحمن نادر لاعب كرة سلة أمريكي مصري
- 26 سبتمبر - مايكل كيد جيلكريست لاعب كرة سلة أمريكي
- 27 سبتمبر - مونيكا بويغ لاعبة كرة مضرب بورتوريكية
- 29 سبتمبر - إي هونغ بن ممثل كوري
- 29 سبتمبر - كارلوس سالسيدو لاعب كرة قدم مكسيكي
- 29 سبتمبر - ميلاد محمدي لاعب كرة قدم إيراني
- 30 سبتمبر - جوفانا ياكشيتش لاعبة كرة مضرب صربية

### أكتوبر

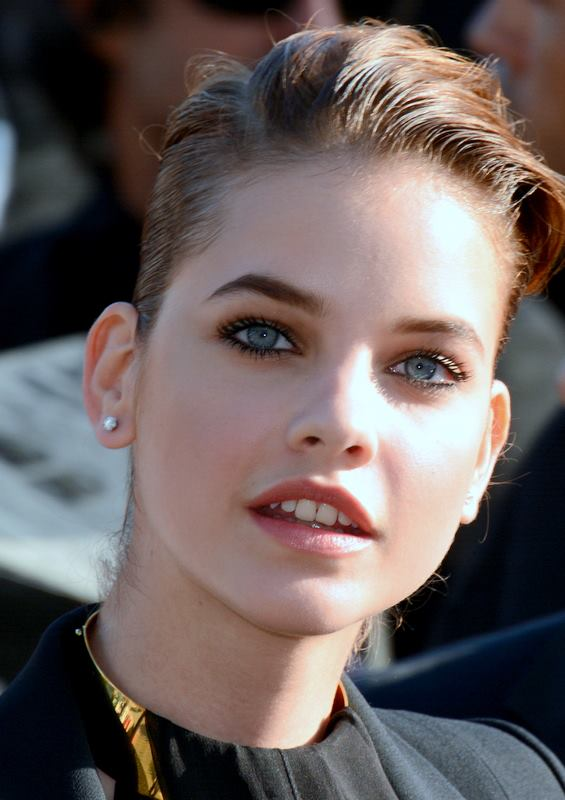
بربارا بالفن

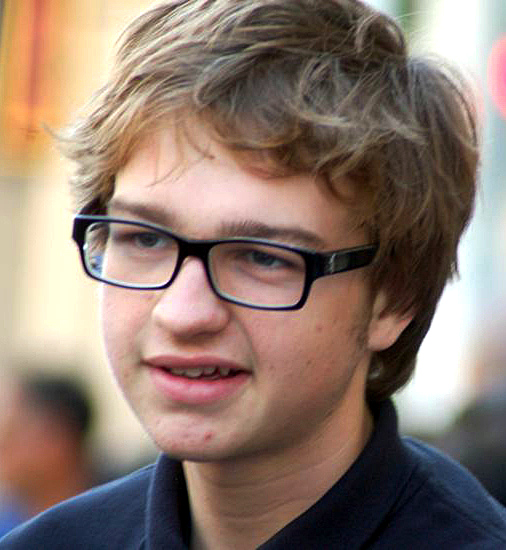
انغوس تيرنر جونز

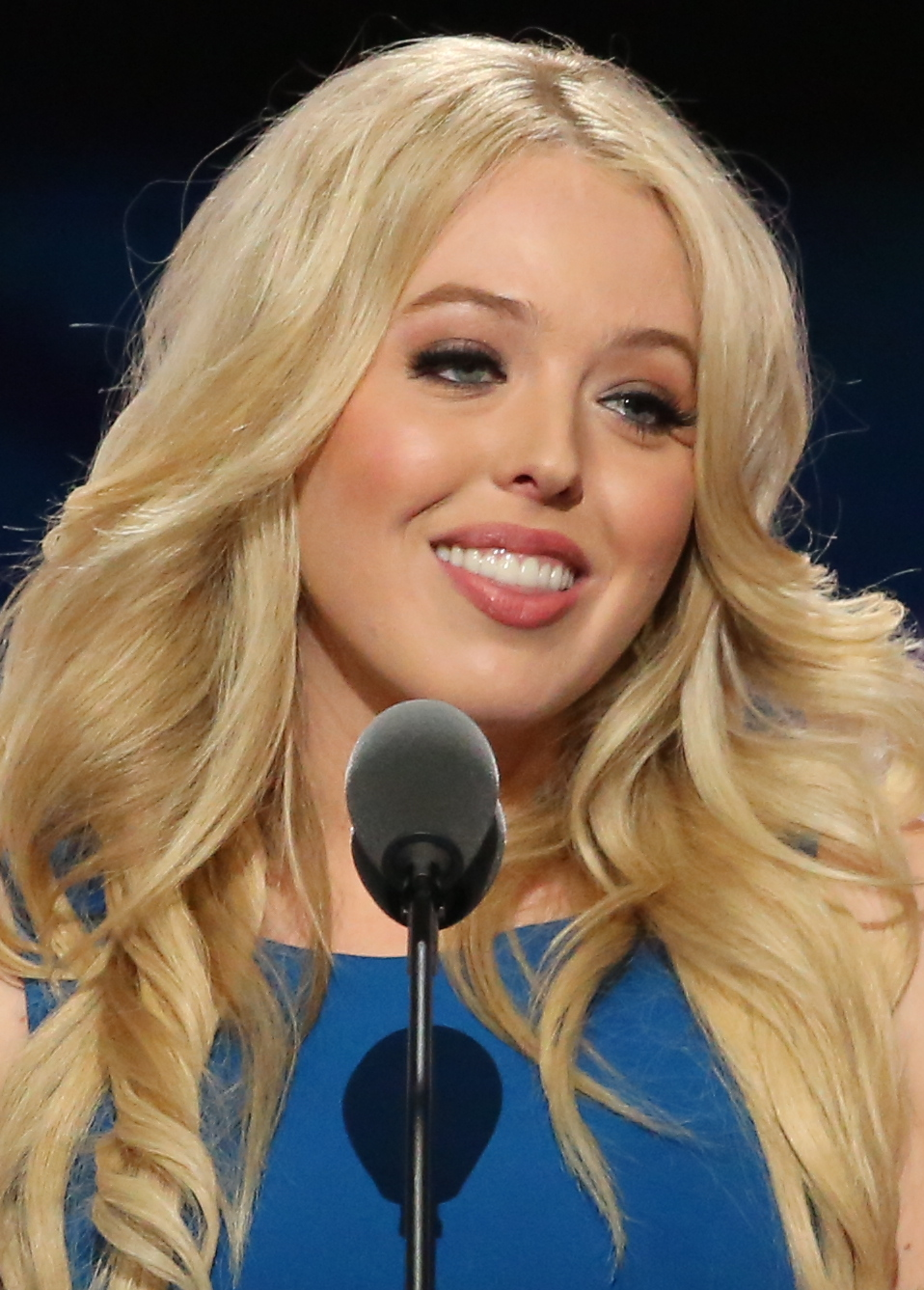
تيفاني ترامب

- 2 أكتوبر - إليزابيث ماكلولين ممثلة أمريكية
- 2 أكتوبر - لاشا تالاخادز رباع جورجي
- 2 أكتوبر - ميتشي باتشوايي لاعب كرة قدم بلجيكي
- 5 أكتوبر - ستيفاني عطالله ممثلة ومغنية لبنانية
- 8 أكتوبر - بربارا بالفن عارضة أزياء مجرية
- 8 أكتوبر - انغوس تيرنر جونز ممثل أمريكي
- 8 أكتوبر - غاربيني موغوروزا لاعبة كرة مضرب إسبانية
- 9 أكتوبر - آنا كاستيلو ممثلة إسبانية
- 9 أكتوبر - كارمن بصيبص ممثلة لبنانية
- 11 أكتوبر - ناتاشا لو مغنية سنغافورية
- 9 أكتوبر - لورين ديفيس لاعبة كرة مضرب أمريكية
- 13 أكتوبر - تيفاني ترامب عارضة أزياء أمريكية
- 16 أكتوبر - كارولين غارسيا لاعبة كرة مضرب فرنسية
- 16 أكتوبر - ويلمار باريوس لاعب كرة قدم كولومبي
- 18 أكتوبر - زارينا دياز لاعبة كرة مضرب كازاخستانية
- 19 أكتوبر - هنتر كينغ ممثلة أمريكية
- 20 أكتوبر - آدم جميلي عداء مسافات قصيرة بريطاني
- 23 أكتوبر - فابينيو تافاريس لاعب كرة قدم برازيلي
- 27 أكتوبر - تروي جنتيل ممثل أمريكي
- 29 أكتوبر - إنديا آيسلي ممثلة أمريكية
- 29 أكتوبر - سارا يوفانوفيتش مغنية صربية
- 31 أكتوبر - نادين لوستر ممثلة فلبينية
- 31 أكتوبر - ليتيسيا رايت ممثلة غوايانية بريطانية

### نوفمبر

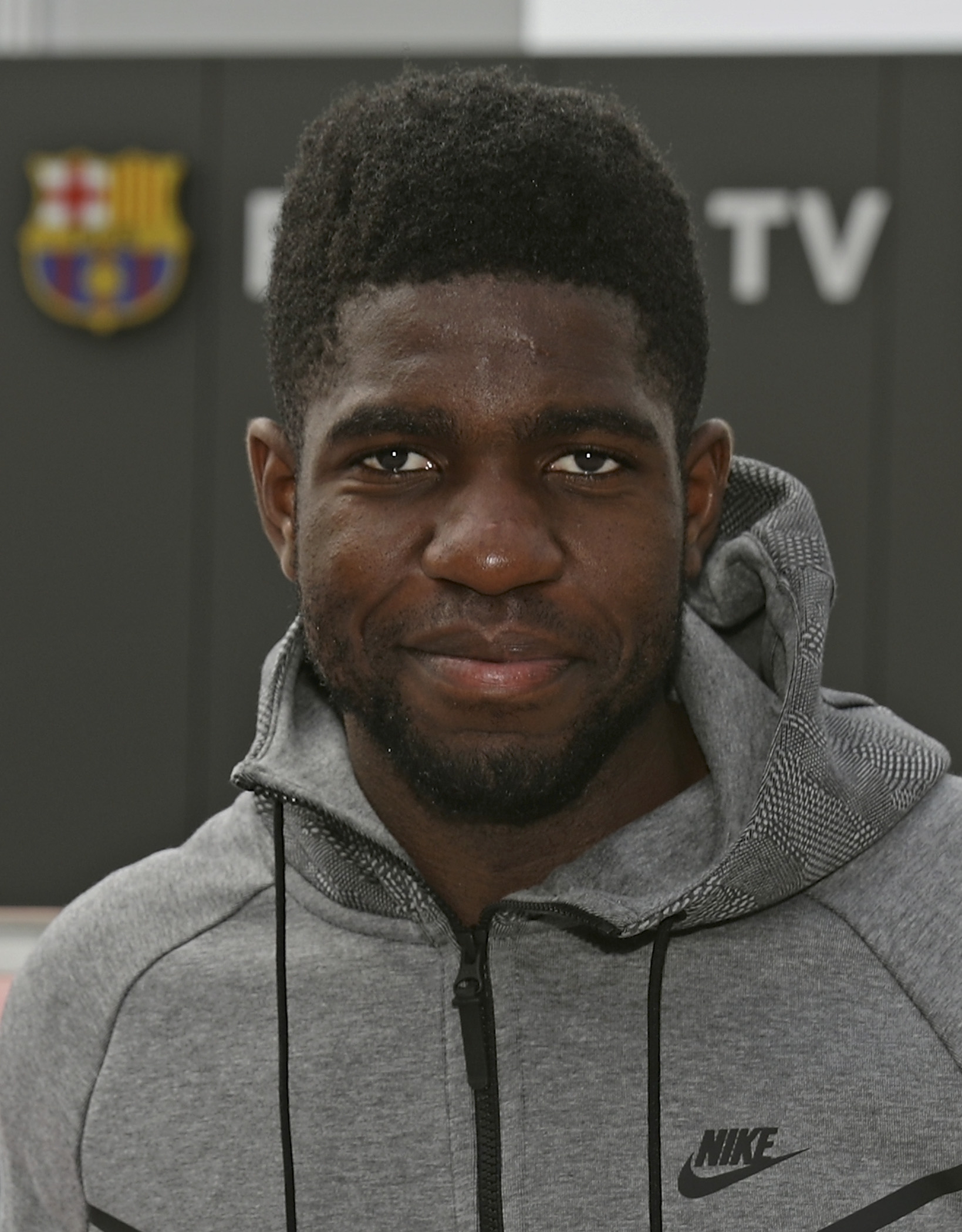
صامويل أومتيتي

- 4 نوفمبر - بينار دينيز ممثلة تركية
- 10 نوفمبر - أزوسا تادوكورو ممثلة ومؤدية أصوات يابانية
- 12 نوفمبر - نور الغندور ممثلة مصرية
- 13 نوفمبر - جوليا مايكلز مغنية أمريكية
- 14 نوفمبر - سامويل أومتيتي لاعب كرة قدم فرنسي كاميروني
- 15 نوفمبر - باولو ديبالا لاعب كرة قدم أرجنتيني
- 15 نوفمبر - هايدي موسى مغنية مصرية
- 16 نوفمبر - بيت ديفيدسون ممثل وكوميدي أمريكي
- 16 نوفمبر - نيلسون سيميدو لاعب كرة قدم برتغالي
- 19 نوفمبر - سوسو لاعب كرة قدم إسباني
- 21 نوفمبر - إلينا مايرز متسابقة دراجات نارية أمريكية
- 21 نوفمبر - جورجي دجيكيا لاعب كرة قدم روسي
- 22 نوفمبر - أديل أكزاركوبولوس ممثلة فرنسية
- 24 نوفمبر - هاندا أرتشيل ممثلة تركية
- 24 نوفمبر - زوي ليفين ممثلة أمريكية
- 25 نوفمبر - داني كينت متسابق دراجات نارية بريطاني
- 29 نوفمبر - مينا الحماني ممثلة إسبانية مغربية
- 30 نوفمبر - يوري تشينين مغني ياباني
- 30 نوفمبر - ميا جوث ممثلة وعارضة أزياء إنجليزية

### ديسمبر

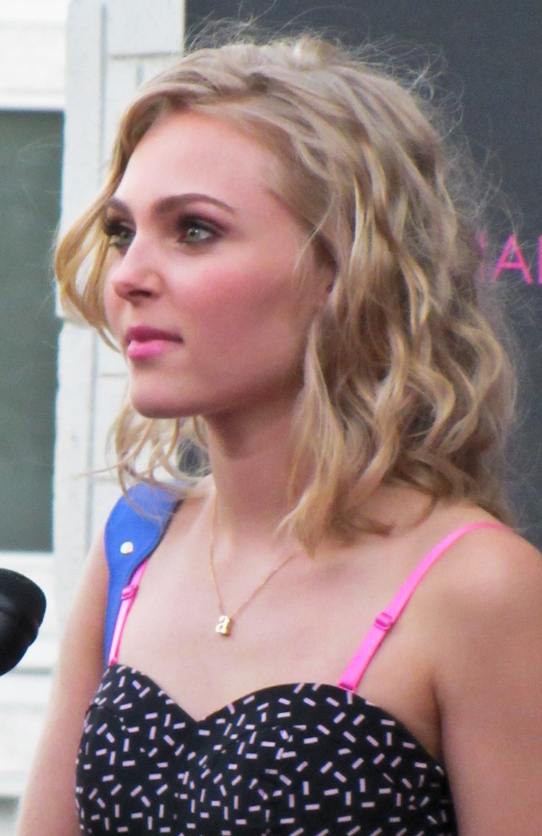
آناصوفيا روب

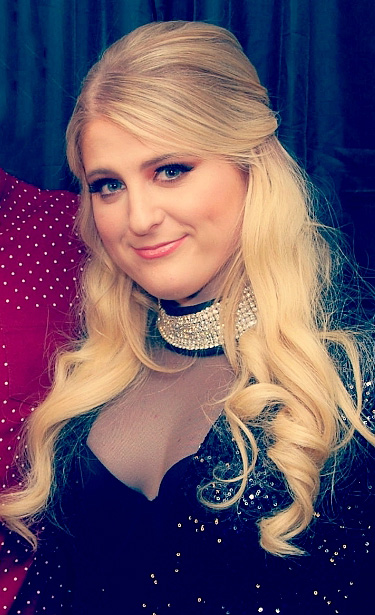
ميغان تراينور

- 5 ديسمبر - روس باركلي لاعب كرة قدم إنجليزي
- 6 ديسمبر - إليان غونزاليس مواطن كوبي أمريكي
- 6 ديسمبر - آناصوفيا روب ممثلة أمريكية
- 10 ديسمبر - آليشيا فون رتبيرج ممثلة ألمانية
- 11 ديسمبر - ياليتزا أباريسيو ممثلة مكسيكية
- 15 ديسمبر - ألينا إيريميا مغنية رومانية
- 16 ديسمبر - لولا سريتون ممثلة فرنسية
- 17 ديسمبر - كيرسي كليمونس ممثلة ومغنية أمريكية
- 20 ديسمبر - أندريا بيلوتي لاعب كرة قدم إيطالي
- 20 ديسمبر - سناء سيف ناشطة مصرية
- 22 ديسمبر - ميغان تراينور مغنية أمريكية
- 22 ديسمبر - إلينا لوهان عارضة أزياء أمريكية
- 22 ديسمبر - رافاييل غيريرو لاعب كرة قدم برتغالي
- 23 ديسمبر - جيرالدين شاكون ناشطة ديمقراطية ومحامية فنزويلية
- 23 ديسمبر - شلوميت مالكا عارضة أزياء إسرائيلية
- 25 ديسمبر - أريادنا غوتيريز ممثلة وعارضة أزياء وملكة جمال كولومبية
- 27 ديسمبر - أوليفيا كوك ممثلة إنجليزية
- 28 ديسمبر - نداء شرارة مغنية أردنية

### تاريخ غير محدد
- نادية مراد ناشطة عراقية ايزيدية
- يقين بيدو، صحفية سورية

## وفيات
- الشاعر محمد الجبرتي
- أودري هيبورن
- إريش هارتمان
- الحاج تابت
- أندريه العملاق
- بشيرة بن مراد
- بول غيراغوسيان
- بولي كارب كوش
- تورغوت أوزال
- جان تاميني
- جورج شحاتة قنواتي
- جون وليام براون
- خير الله طلفاح
- دوروتيا تسيمان
- ديفيا بهارتي
- رشاد الهونى
- روبرت هولي
- رينيه جان جاكيه
- سليمان الحديدي
- سيفيرو أوتشوا
- عبد الجبار العماري
- عبد الله بن عبد الرحمن بن عدوان
- عصمت عبد العليم
- عماد عقل
- غالب بن سعود بن عبد العزيز آل سعود
- فرانك زابا
- فرتز كريمر
- فريتز فيلد
- فولفغانغ لوتز
- فيديريكو فليني
- قاصدي مرباح
- كاكويه تاناكا
- كامل الملكاوي
- كلاوس نونيمان
- كمال حسن علي
- لوسيان تروبيل
- ليليان جيش
- مارون بغدادي
- محمد جلال كشك
- محمد عبد المحسن ناصر الخرافي
- محمد عزيز لحبابي
- مقداد مراد
- ميشيل كلين
- ميليتون كنتاريا
- نجاة علي
- هالة فؤاد
- هنري هازليت
- هيكتور دي بورغوينغ
- ولفجانج باول
- ويلي دريبار
- ويليام إدواردز ديمنج
- ويليام غولدنغ
- عوسي الأعظمي
- نهاد قلعي
- محسن سرحان
- نيقولاس ريدلي
- بابلو إسكوبار

### يناير
- 2 يناير:  كمال حسين، ممثل مصري.
- 6 يناير:  رودولف نورييف، راقص باليه سوفيتي.
- 19 يناير:  عصمت عبد العليم، مغنية وممثلة مصرية.
- 20 يناير:  أودري هيبورن، ممثلة بريطانية.
- 21 يناير:  ديميتريس نيكولايديس، ممثل يوناني.
- 25 يناير:  كريمة الشريف، ممثلة مصرية.
- 25 يناير:  الهادي نويرة، الوزير الاول تونسي.
- 28 يناير:  جون ستيدمان (ممثل)، ممثل أمريكي.

### فبراير

محسن سرحان

- 2 فبراير:  شفيق شامية، مخرج أفلام مصري.
- 9 فبراير:  أحمد مفتي زادة، الزعيم الروحي لأهل السُنة في إيران.
- 24 فبراير:  بوبي مور، لاعب كرة قدم إنجليزي.
- 5 فبراير:  جوزيف مانكيفيتس، مخرج سينمائي أمريكي.
- 7 فبراير:  محسن سرحان، ممثل مصري.
- 7 فبراير:  بادي بيبر، عازف بيانو وممثل أمريكي.
- 8 فبراير:  دوغلاس هييس، كاتب مُخرج وممثل أمريكي.
- 14 فبراير:  حسن سيف الدين، مُخرج أفلام مصري.
- 22 فبراير:  شكيب غنام، مُخرج سوري.
- 25 فبراير:  ايدي كونستانتين، مغني وممثل فرنسي وأمريكي.
- 26 فبراير:  كونستانس فورد، عارضة وممثلة أمريكية.
- 27 فبراير:  ليليان غيش، ممثلة أمريكية.
- 28 فبراير:  جويس كاري، مُمثلة أفلام بريطانية.
- 28 فبراير:  روبي كيلر، راقصة ومغنية وممثلة كندية وأمريكية.
- 28 فبراير:  فرانكو بروساتي، كاتب سيناريو ومخرج إيطالي.

### مارس

عبد الله غيث

- 5 مارس:  عبد الوهاب الجراح، ممثل سوري.
- 10 مارس:  أحمد فؤاد حسن، ملحن وعازف مصري.
- 13 مارس:  عبد الله غيث، ممثل مصري.
- 16 مارس:  جيلالي اليابس، عالم اجتماع جزائري.
- 16 مارس:  تشيشو ريو، ممثل ياباني.
- 17 مارس:  هيلين هيز، ممثلة أمريكية.
- 25 مارس :  سهير رضا، ممثلة مصرية.
- 26 مارس:  رجوات منصور، ممثلة مصرية.
- 27 مارس:  كيت ريد، ممثلة كندية وبريطانية.
- 27 مارس:  كمال الدين حسن علي، قائد عسكري مصري.
- 31 مارس:  براندون لي، ممثل أمريكي.

### أبريل

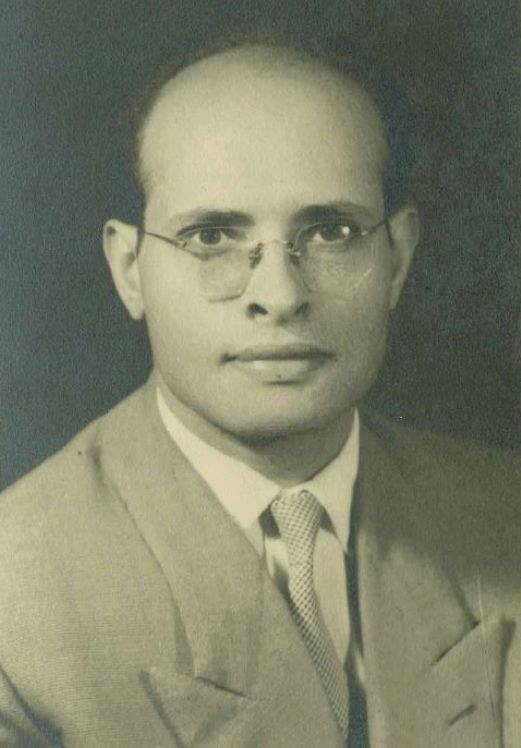
جمال حمدان

- 1 أبريل:  أحمد بن أحمد قاسم، موسيقار يمني.
- 3 أبريل:  بينكي لي، ممثل كوميدي هزلي أمريكي.
- 3 أبريل:  عبد العظيم عبد الحق، ممثل وملحّن مصري.
- 5 أبريل:  ديفيا بهارتي، ممثلة هندية.
- 7 أبريل:  آرلين ويلان، ممثلة أمريكية.
- 11 أبريل:  جلال إكرامي، كاتب روائي طاجكي.
- 15 أبريل:  جاسم الشريدة، ممثل بحريني.
- 17 أبريل:  جراتسيا دي مارزا، ممثلة إيطالية.
- 17 أبريل:  جمال حمدان، أحد أعلام الجغرافيا المصريين.
- 19 يناير:  عصمت عبد العليم، ممثلة مصرية.
- 29 أبريل:  مايكل غوردون، ممثل أفلام أمريكي.

### مايو
- 7 مايو:  ماري فيلبين، ممثلة سينمائية أمريكية.
- 10 مايو:  هالة فؤاد، ممثلة مصرية.
- 10 مايو:  ابتسام حسين، ممثلة كويتية من أصل عراقي.
- 14 مايو:  عزيز الشوان، مؤلف موسيقي مصري.
- 23 مايو:  زينب صدقي، ممثلة مصرية.
- 25 مايو:  دان سايمور، ممثل أمريكي.
- 26 مايو:  يان ويلي، ممثلة أمريكية.

### يونيو
- 2 يونيو:  الطاهر جاووت، شاعر وروائي جزائري.
- 22 يونيو:  المختار بن حامدُنْ الديماني، مؤرخ موريتاني.
- 27 يونيو:  ليلى العطار، فنانة تشكيلية عراقية.

### يوليو

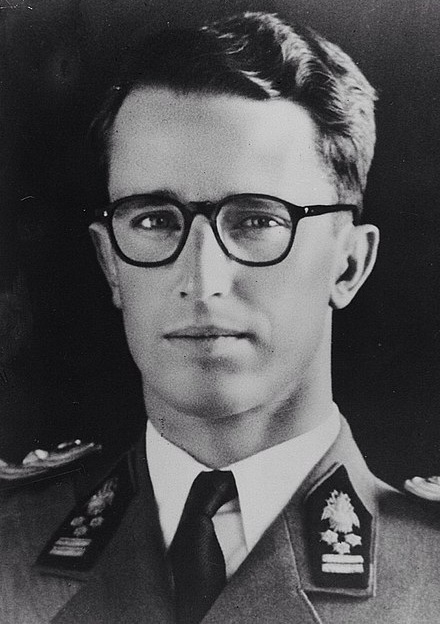
بودوان الأول ملك بلجيكا

- 31 يوليو:  بودوان الأول ملك بلجيكا، ملك بلجيكا.

### أغسطس
- 1 أغسطس:  جيري سوندكويست، ممثل بريطاني.
- 3 أغسطس:  جينس دونالد، ممثل بريطاني.
- 7 أغسطس:  غالب بن سعود بن عبد العزيز آل سعود، أمير سعودي.
- 8 أغسطس:  روي لندن، ممثل أمريكي.
- 8 أغسطس:  هاري بيلافر، ممثل أمريكي.
- 15 أغسطس:  باتريسيا سان جون، كاتبة إنجليزية.
- 16 أغسطس:  ستيوارت جرينجر، فلاح وممثل بريطاني.
- 19 أغسطس:  صلاح جديد، ضابط عسكري وسياسي سوري.
- 26 أغسطس:  جان كارمين، ممثلة أمريكية.
- 30 أغسطس:  ريتشارد جوردن، ممثل أمريكي.

### سبتمبر

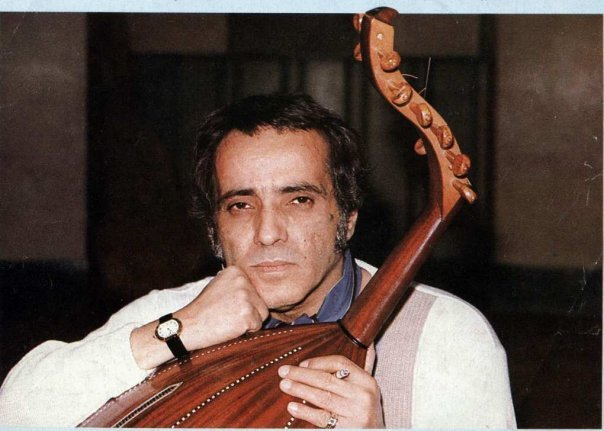
بليغ حمدي

- 4 سبتمبر:  هيرفي فيليتشايز، ممثل ورسام فرنسي.
- 5 سبتمبر:  محمد الخرافي، سياسي ورجل أعمال كويتي.
- 8 سبتمبر:  زكي نجيب محمود، فيلسوف مصري.
- 1 سبتمبر:  إينغفار مو، وكاتب وشاعر نرويجي.
- 12 سبتمبر:  بليغ حمدي، مُلحن وموسيقار مصري.
- 15 سبتمبر:  موريس ياميوغو، أول رئيس لجمهورية فولتا العليا.
- 23 سبتمبر:  محمد عزيز لحبابي، فيلسوف وروائي وشاعر مغربي.

### أكتوبر
```
* 
1 أكتوبر
: 
 
مونا فؤاد
، ممثلة مصرية.
```

- 2 أكتوبر:  ويليام بيرغر، ممثل من النمسا.
- 7 أكتوبر:  سيريل كوزاك، ممثل جنوب أفريقي وأيرلندي.
- 11 أكتوبر:  ألكساندرا هاي، ممثلة أمريكية.
- 12 أكتوبر:  ليون أميز، ممثل أمريكي.
- 12 أكتوبر:  باتريك هولت، ممثل بريطاني.
- 14 أكتوبر:  والتر نيومان، كاتب سيناريو أمريكي.
- 17 أكتوبر:  نهاد قلعي، ممثل فُكاهي وكاتب سوري.
- 19 أكتوبر:  نذير سرحان، مؤلف مسرحي وممثل سوري.
- 21 أكتوبر:  بن أرشيبك، ممثل أمريكي.
- 21 أكتوبر:  جيمس ليو هيرلي، كاتب سيناريو وروائي أمريكي.
- 25 أكتوبر:  فينسنت برايس، ممثل أمريكي.
- 31 أكتوبر:  فيديريكو فليني، مخرج أفلام إيطالي.
- 31 أكتوبر:  ريفر فوينكس، ممثل أمريكي.

### ديسمبر

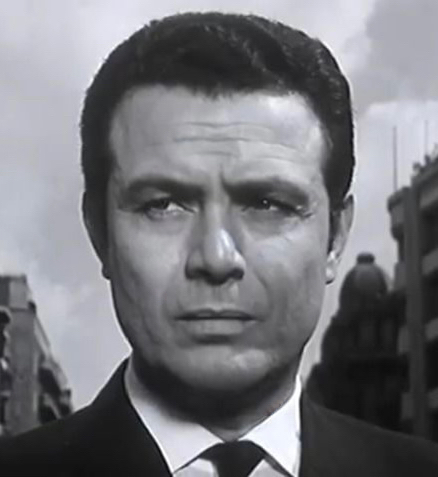
صلاح ذو الفقار

- 1 ديسمبر:  جوليو ماركيتي، مقدم تلفزيوني وممثل إيطالي.
- 2 ديسمبر:  علي بنفضاح، لاعب كرة قدم جزائري.
- 2 ديسمبر:  بابلو إسكوبار، بارون مخدرات وسياسي كولومبي.
- 2 ديسمبر:  علي بنفضاح، لاعب كرة قدم جزائري.
- 5 ديسمبر:  محمد جلال كشك، مفكر إسلامي مصري.
- 6 ديسمبر:  ريتا ماسيدو ، ممثلة مكسيكية.
- 9 ديسمبر:  محمد رضا الكلبيكاني، فقيه ومرجع شيعي إيراني.
- 9 ديسمبر:  جون واسدوم، فيلسوف بريطاني.
- 11 ديسمبر:  مارون بغدادي، مخرج أفلام لبناني.
- 17 ديسمبر:  الصادق المقدم، سياسي تونسي.
- 21 ديسمبر:  سعد بن عبد العزيز آل سعود، أمير سعودي.
- 21 ديسمبر:  جي دي كار، كاتب وروائي فرنسي.
- 22 ديسمبر:  صلاح ذو الفقار، ممثل سينمائي مصري.
- 22 ديسمبر:  ماريون بورنس، ممثلة أمريكية.
- 24 ديسمبر:  ين شيا-كان، رئيس جمهورية الصين.
- 26 ديسمبر:  نجاة علي، مُطربة وممثلة مصرية.
- 27 سبتمبر:  عوسي الأعظمي، مصارع واعلامي عراقي.

## نال جائزة نوبل
- في الفيزياء – الأمريكيان راسل هالس وجوزيف تيلور.
- في الكيمياء – الأمريكيان كاري موليس ومايكل سميث.
- في الطب – البريطاني ريتشارد روبرتس والأمريكي فيليب شارب.
- في الأدب – الأمريكي توني موريسون.
- في السلام – الجنوب أفريقيان نيلسون مانديلا وفريديريك ويليم دي كليرك.
- في الاقتصاد – الأمريكيان روبرت فوغل ودوغلاس نورث.

### جائزة الملك فيصل العالمية
- في خدمة الإسلام – البوسني علي عزت بيجوفتش.
- في الدراسات الإسلامية – المصري حسن الساعاتي عبد العزيز.
- في اللغة العربية والأدب – محجوبة.
- في الطب – مناصفة بين الفرنسيون لوك مونتانييه جين- كلود شيرمان وفرانسواز باري سينوسي.
- في العلوم – مناصفة بين الألماني هيربرت فالتر والأمريكي ستيفن تشو.